# آشپزی اسرائیلی

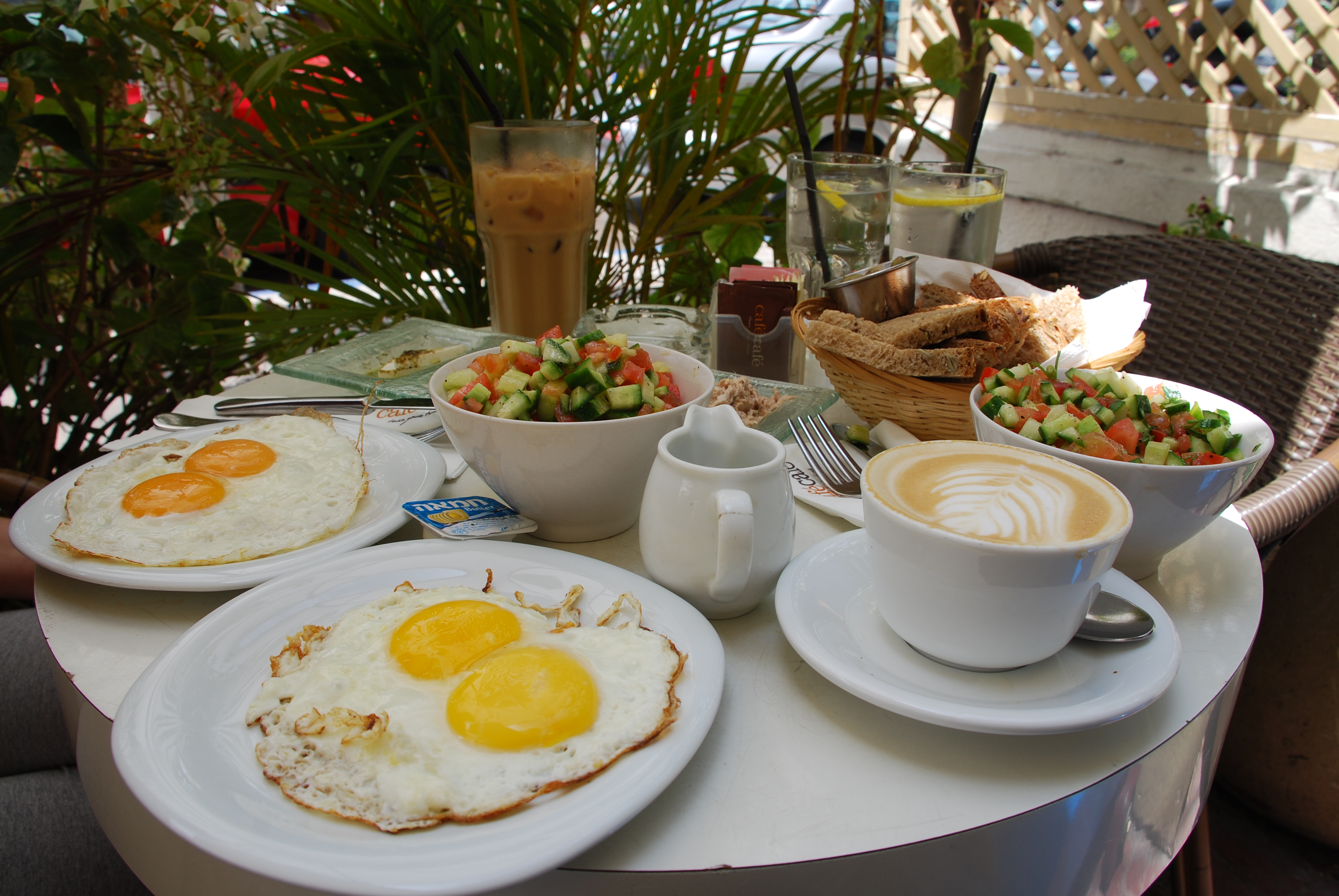
صبحانه اسرائیلی، سبکی متمایز از صبحانه که از فرهنگ مدرن کیبوتس سرچشمه می‌گیرد

آشپزی اسرائیلی عمدتاً شامل آشپزیی است که از یهودیان دور از وطن به این کشور آورده شده‌اند و به تازگی با توسعه یک آشپزی ترکیبی قابل توجه که با ترکیب آشپزی یهودی و آشپزی عربی مشخص می‌شود، تعریف شده است. همچنین این آشپزی سنت‌های آشپزی گروه‌های مختلف پراکنده یهودیان، به ویژه یهودیان مشرقی با ریشه‌هایی در آسیای جنوب غربی و شمال آفریقا، یهودیان سفاردی از ایبری و یهودیان اشکنازی از اروپای مرکزی و شرقی را با هم ترکیب می‌کند.
آشپزی این کشور همچنین شامل غذاها و نوشیدنی‌هایی است که به‌طور سنتی در دیگر آشپزی‌های خاورمیانه (مانند ایرانی از یهودیان ایرانی و ترکی از یهودیان ترکی) و همچنین در آشپزی مدیترانه‌ای وجود دارد، به طوری که ادویه‌هایی مانند زعتر و غذاهایی مانند فلافل، حمص، مسابحه، شکشوکا و کوسکوس اکنون در اسرائیل بسیار محبوب هستند. با این حال، شناسایی آشپزی عربی به عنوان آشپزی اسرائیلی منجر به اتهامات فرهنگی علیه اسرائیل از سوی فلسطینی‌ها و دیگر عرب‌ها شده است.
تأثیرات دیگر بر روی این سبک شامل دسترسی به آشپزی رایج در حوضه مدیترانه، به ویژه برخی از میوه‌ها و سبزیجات، محصولات لبنی و ماهی؛ سنت رعایت کاشروت؛ و آداب و رسوم غذایی خاص (مینهاگ) مربوط به شبات و دیگر اعیاد یهودی است. نمونه‌هایی از این غذاها شامل خالا، یاخنون، مالاواخ، ماهی گفیلت، حامین، معرو یروشالمی و سفگانیوت هستند.
غذاهای جدیدی که بر اساس محصولات کشاورزی مانند پرتقال، آووکادو، محصولات لبنی و ماهی و دیگر غذاها بر اساس روندهای جهانی معرفی شده‌اند، و سرآشپزهایی که در خارج از کشور آموزش دیده‌اند، عناصر دیگر آشپزی بین‌المللی را نیز به این سبک به ارمغان آورده‌اند.

## تاریخچه

### ریشه‌ها

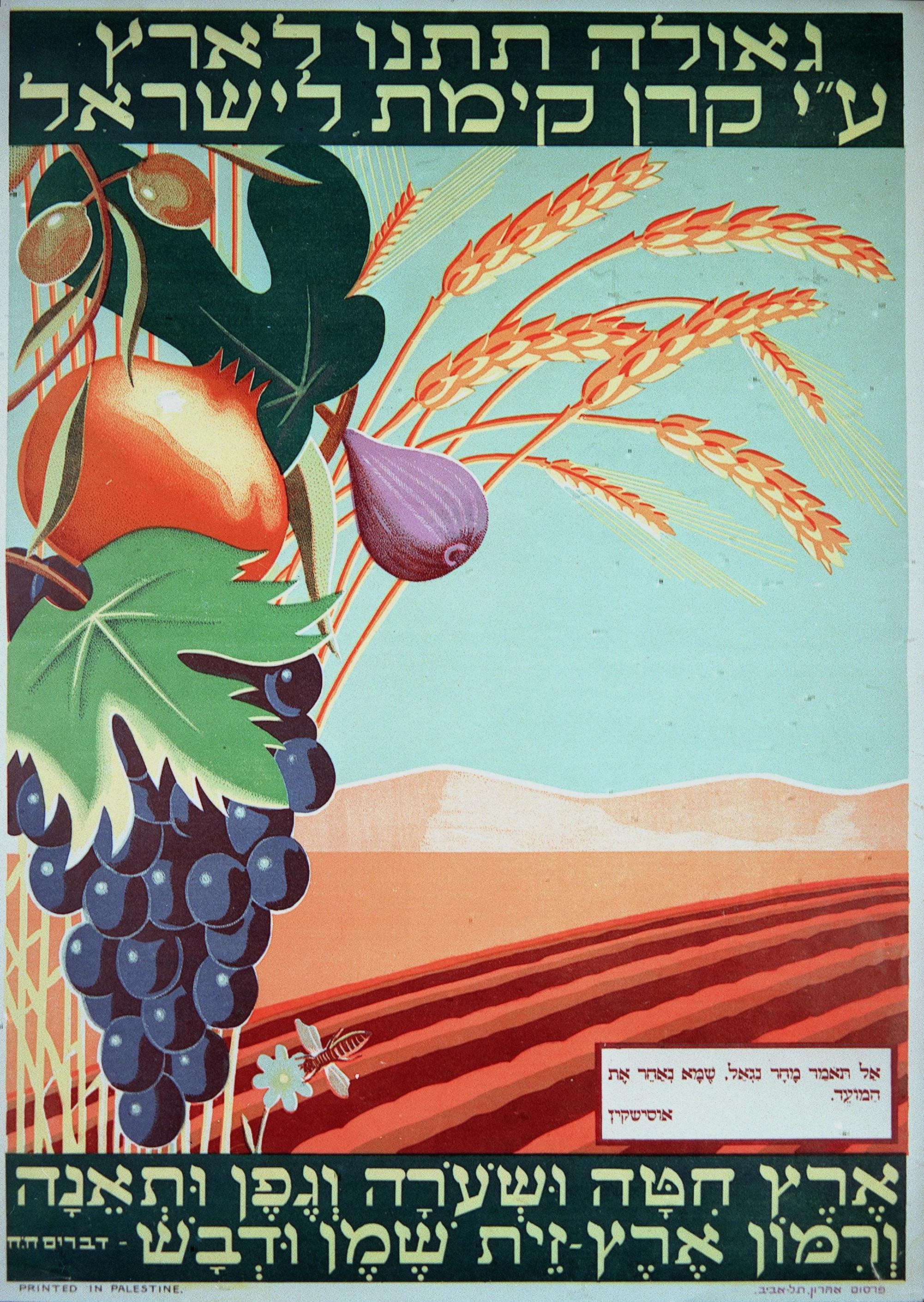
پوستر صندوق ملی یهود که «هفت گونه» از محصولات کشاورزی را که در کتاب مقدس عبری به عنوان محصولات ویژه سرزمین اسرائیل ثبت شده‌اند، نشان می‌دهد (ژانویه ۱۹۴۵)

سنت‌های آشپزی اسرائیل شامل غذاها و روش‌های پخت و پز است که تاریخچه‌ای ۳۰۰۰ ساله دارند. در طول این زمان، این سنت‌ها تحت تأثیر فرهنگ‌های آسیایی، آفریقایی و اروپایی شکل گرفته و تأثیرات مذهبی و قومی منجر به ترکیبی از سبک‌های متنوع آشپزی شده است. مدارک کتاب مقدس و باستان‌شناسی بینشی در مورد زندگی آشپزی منطقه از سال ۱۰۰۰ قبل از میلاد ارائه می‌دهند.
آشپزی باستانی اسرائیلی بر اساس چندین محصول شکل گرفته که هنوز هم نقش مهمی در آشپزی مدرن اسرائیل دارند. این محصولات به عنوان هفت گونه شناخته می‌شوند: زیتون، انجیر، خرما، انار، گندم، جو و انگور. رژیم غذایی مبتنی بر محصولات محلی با ادویه‌های وارداتی که به راحتی در دسترس بودند، تقویت می‌شد، زیرا کشور در تقاطع مسیرهای تجاری شرق و غرب قرار داشت.
در دوره معبد دوم (۵۱۶ قبل از میلاد – ۷۰ میلادی)، فرهنگ هلنی و رومی باستان به شدت بر روی این آشپزی، به ویژه در میان کشیشان و اشراف اورشلیم تأثیر گذاشت. وعده‌های غذایی مجلل شامل پیش غذاهای تند و نوشیدنی‌های الکلی، ماهی، گوشت گاو، گوشت، سبزیجات ترشی و تازه، زیتون و میوه‌های ترش یا شیرین سرو می‌شد.
پس از تخریب معبد دوم و اخراج اکثریت یهودیان از سرزمین اسرائیل، آشپزی یهودی به توسعه خود در کشورهای مختلفی که جوامع یهودی از زمان دوران باستان در آنجا وجود داشته‌اند، ادامه دادند و تحت تأثیر اقتصاد، کشاورزی و سنت‌های آشپزی آن کشورها قرار گرفتند.

### ییشو قدیمی
یییشو قدیم به جامعه یهودی اشاره دارد که در سوریه عثمانی قبل از علیا صهیونیستی از دیاسپورا که از سال ۱۸۸۱ آغاز شد، زندگی می‌کرد. سبک پخت و پز این جامعه آشپزی سفاردی بود که در میان یهودیان اسپانیا قبل از اخراج در سال ۱۴۹۲ و در مناطقی که بعداً به آن مهاجرت کردند، به ویژه بالکان و امپراتوری عثمانی توسعه یافته بود. سفاردی‌ها و اشکنازی‌ها همچنین جوامعی در ییشو قدیم تأسیس کردند. به ویژه در اورشلیم، آنها به توسعه سبک آشپزی خود ادامه دادند که تحت تأثیر آشپزی عثمانی قرار داشت و سبکی به نام آشپزی سفاردی اورشلیمی ایجاد کردند. این آشپزی شامل پای‌هایی مانند سمبوسک، پاستل‌ها و بورک‌ها، گراتن‌های سبزیجات و سبزیجات شکم‌پر و پلو و بلغور پلو است که اکنون به عنوان غذاهای کلاسیک‌های اورشلیمی در نظر گرفته می‌شوند.
گروه‌های یهودیان حسیدی از اروپای شرقی نیز در اواخر قرن ۱۸ شروع به تأسیس جوامع کردند و با خود غذاهای اشکنازی سنتی خود را آوردند، اما با این حال، تغییرات محلی متمایزی را توسعه دادند، به ویژه یک پودینگ نودل کاراملی و تند به نام کگل یروشالیمی.

### مهاجرت یهودیان

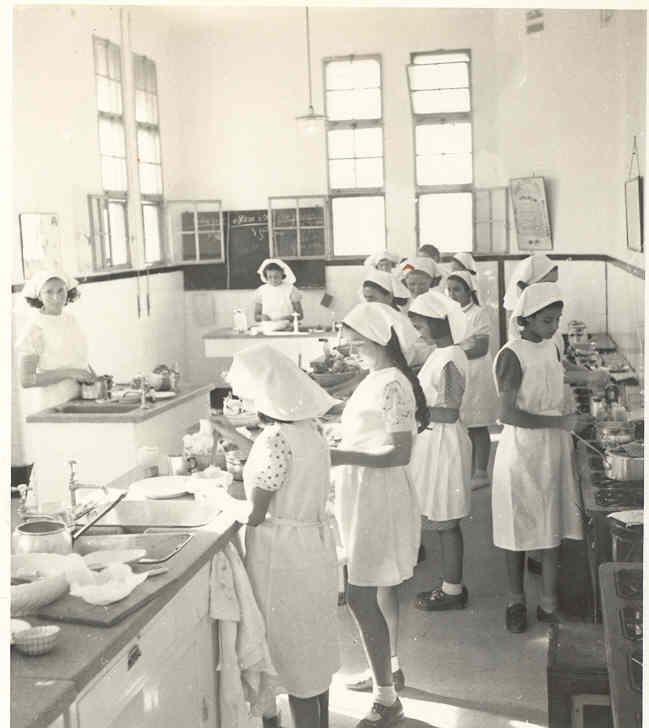
کلاس آشپزی در یک مدرسه دخترانه یهودی در اورشلیم، c. 1936

با شروع اولین مهاجرت یهودیان به اسرائیل در سال ۱۸۸۱، یهودیان به تدریج از یمن و اروپای شرقی، به ویژه از لهستان و روسیه، به این منطقه مهاجرت کردند. این پیشگامان صهیونیسم هم از نظر ایدئولوژیک و هم به دلیل آب و هوای مدیترانه‌ای، به رد سبک‌های آشپزی اشکنازی که با آن بزرگ شده بودند، وادار شدند و با استفاده از محصولات محلی، به ویژه سبزیجاتی مانند کدو سبز، فلفل دلمه‌ای، بادمجان، آرتیشو و نخود سازگار پیدا کردند. اولین کتاب آشپزی عبری، نوشته ارنا مایر، در اوایل دهه ۱۹۳۰ توسط فدراسیون فلسطین از سازمان صهیونیستی بین‌المللی زنان منتشر شد و آشپزها را به استفاده از گیاهان مدیترانه‌ای و ادویه‌های خاورمیانه و سبزیجات محلی در آشپزی خود تشویق کرد. نان، زیتون، پنیر و سبزیجات خامی که آنها پذیرفتند، پایه‌گذار صبحانه کیبوتز شد که در اشکال متنوع‌تری در هتل‌های اسرائیلی و در اکثر خانه‌های اسرائیلی امروز سرو می‌شود.

### سال‌های اولیه تشکیل دولت

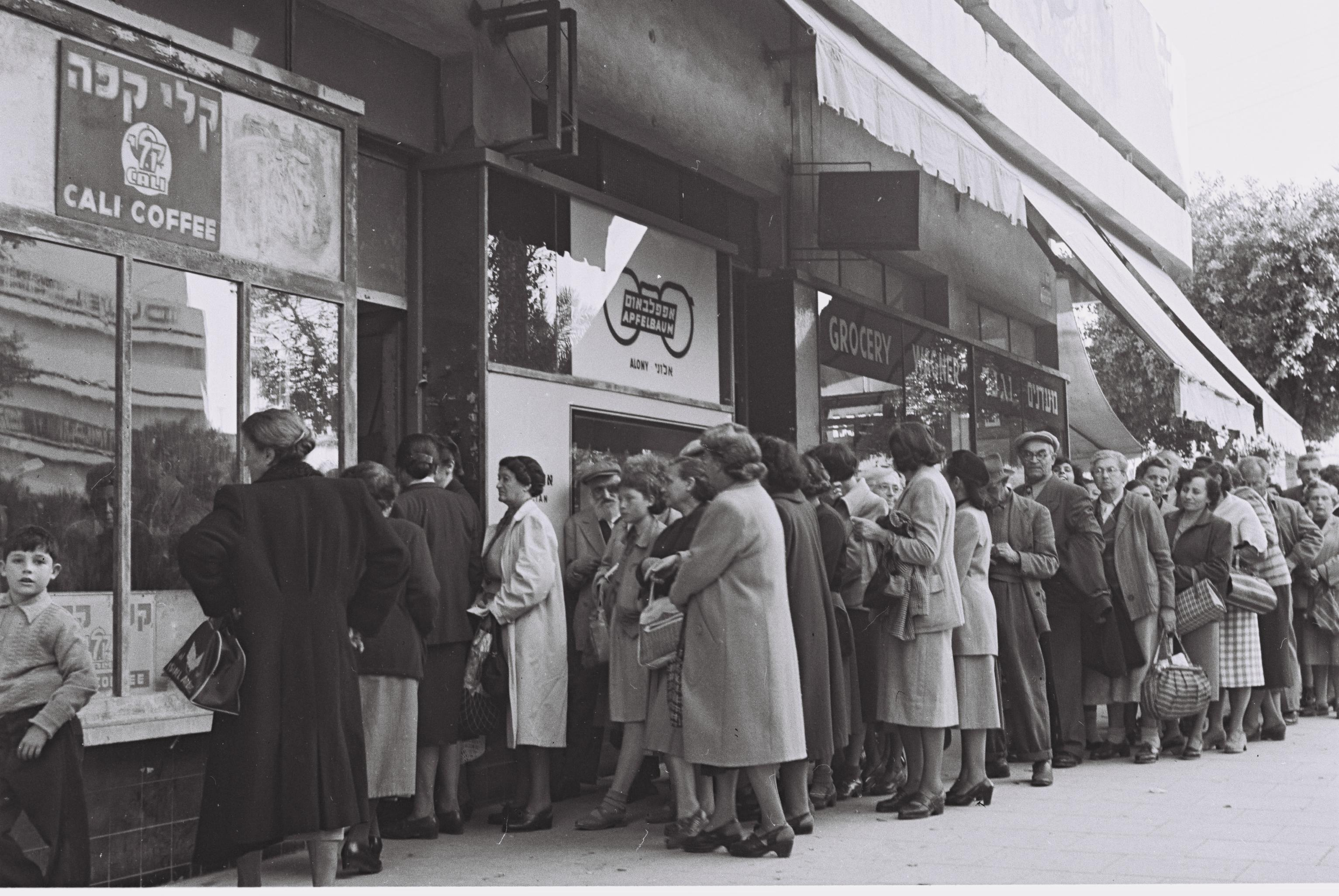
ساکنان تل آویو در دوران ریاضت اقتصادی در صف خرید جیره غذایی ایستاده‌اند، ۱۹۵۴

کشور اسرائیل در سال‌های اولیه خود با چالش‌های نظامی و اقتصادی عظیمی روبرو بود و دوره بین ۱۹۴۸ تا ۱۹۵۸ زمان محدودیت غذایی و ریاضت اقتصادی بود که به عنوان تزنا شناخته می‌شود. در این دهه، بیش از یک میلیون مهاجر یهودی، عمدتاً از کشورهای عربی و همچنین شامل بازماندگان هولوکاست اروپایی، به این کشور جدید سرازیر شدند. آنها در زمانی وارد شدند که تنها غذاهای پایه در دسترس بود و غذاهای قومی باید با مجموعه‌ای از غذاهای شبیه‌سازی شده یا تقلیدی، مانند «جگر» خرد شده از بادمجان و بوقلمون به عنوان جایگزینی برای شنیسل گوساله برای اشکنازی‌ها، کبه تهیه شده از ماهی منجمد به جای گوشت چرخ‌کرده برای یهودیان عراقی و بوقلمون به جای کباب‌های بره یهودیان میانه‌رو، تغییر داده می‌شد. این سازگاری‌ها هنوز هم به عنوان میراث آن زمان باقی مانده‌اند.
جایگزین‌هایی مانند جایگزین برنج بر پایه گندم، پتیتیم معرفی شدند و سبزیجات چندمنظوره‌ای مانند بادمجان به عنوان جایگزینی برای گوشت استفاده می‌شدند. طعم و ارزش غذایی اضافی از رب گوجه‌فرنگی و پوره کنسرو شده ارزان، حمص، ارده و مایونز در تیوب‌ها تأمین می‌شد. گوشت کمیاب بود و تا اواخر دهه ۱۹۵۰، دام‌های گاو گوشتی به وارد اقتصاد کشاورزی نشدند.
خوبزا، یک نوع محلی از گیاه پنیرک، در طول جنگ استقلال به منبع غذایی مهمی تبدیل شد. در طول محاصره اورشلیم، زمانی که کاروان‌های غذایی نمی‌توانستند به شهر برسند، ساکنان اورشلیم به مزارع رفتند تا برگ‌های خوبزا را که غنی از آهن و ویتامین‌ها بودند، جمع‌آوری کنند. دستورهای پخت آن از طریق ایستگاه رادیویی مستقر در اورشلیم، کل همیجن، پخش شد و به اردن رسید که این موضوع عرب‌ها را متقاعد کرد که یهودیان در حال مرگ از گرسنگی هستند و پیروزی نزدیک است. در دهه گذشته، نویسندگان غذایی در اسرائیل جمعیت را تشویق کرده‌اند که خوبزا را در روز استقلال اسرائیل تهیه کنند. سرآشپزهای محلی شروع به سرو خوبزا و دیگر گیاهان وحشی جمع‌آوری شده از مزارع در رستوران‌های لوکس کرده‌اند. این غذا از جنگ استقلال به نام کتزیتوت خوبزا شناخته می‌شود و هنوز هم توسط اسرائیلی‌ها مصرف می‌شود.

### تأثیر مهاجرت

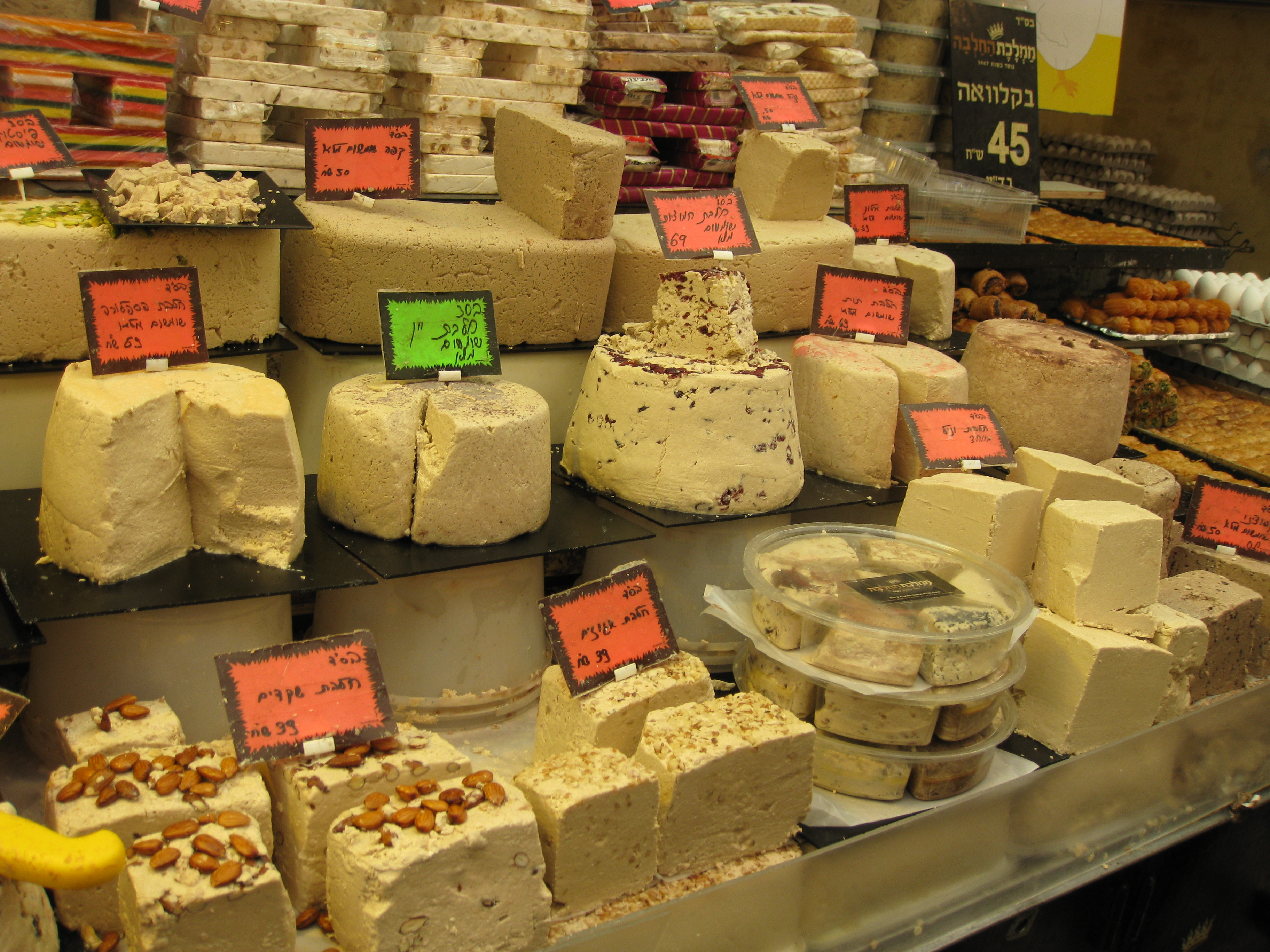
حلوا برای فروش در بازار ماهان یهودا در اورشلیم، ۲۰۱۰

مهاجران به اسرائیل عناصری از فرهنگ غذایی و کشورهای خود را به ارمغان آورده‌اند. در نزدیک به ۵۰ سال قبل از ۱۹۴۸، امواج متوالی مهاجرت یهودیان، دامنه وسیعی از غذاها و سبک‌های آشپزی را به همراه داشت. مهاجران از اروپای مرکزی غذاهایی مانند شنیسل و اشترودل را آوردند، در حالی که یهودیان روسی غذاهایی مانند بورش و ماهی‌های هیرینگ، مانند هیرینگ چرب و فورشماک (هیرینگ خرد شده) را به ارمغان آوردند.
غذاهای اشکنازی شامل سوپ مرغ، شنیسل، لوکس، جگر خردشده، گفیلته فیش، کنیش، کیشکا و کوگل هستند. اولین شیرینی‌پزی‌های اسرائیلی توسط یهودیان اشکنازی تأسیس شدند که کیک‌ها و شیرینی‌های اروپای مرکزی و شرقی، مانند کیک‌های مخمر (بابکا)، حلزونی‌های مغزدار (شنیکن)، رول‌های شکلاتی و شیرینی‌های لایه‌ای را رواج دادند. پس از ۱۹۴۸، بزرگ‌ترین تأثیر از مهاجرت گسترده یهودیان از ترکیه، عراق، کردستان و یمن و یهودیان میانه‌رو از شمال آفریقا، به ویژه مراکش، به وجود آمد. معمولاً پرسنل آشپزخانه‌های ارتش، مدارس، بیمارستان‌ها، هتل‌ها و رستوران‌ها از یهودیان میانه‌رو، کرد و یهودیان یمنی بوده‌اند و این موضوع بر روی مدهای آشپزی و مواد اولیه کشور تأثیر گذاشته است.
آشپزی میزراحی، آشپزی یهودیان شمال آفریقا، شامل گوشت‌های کبابی، شیرینی‌های پفکی شیرین و شور، غذاهای برنجی، سبزیجات شکم‌پر، نان‌های پیتا و سالادها است و شباهت‌های زیادی با آشپزی عربی دارد. دیگر غذاهای شمال آفریقایی محبوب در اسرائیل شامل کوسکوس، شکشوکا، متبوخه، سالاد هویج و خرایمه (برش‌های ماهی پخته شده در سس گوجه‌فرنگی تند) هستند.
غذاهای سفاردی با تأثیرات بالکان و ترکی در آشپزی اسرائیل شامل بورک‌ها، ماست و تاراموسالاتا هستند. غذاهای یهودیان یمنی شامل یاخنون، مالاواخ، ژوگ و کوبانه است. غذاهای عراقی محبوب در اسرائیل شامل آمبا، انواع مختلف کوبه، سبزیجات شکم‌پر (مهاشا)، کباب، سامبوسک، سابیچ و سبزیجات ترشی‌دار (حموتزیم) هستند.

### روندهای مدرن

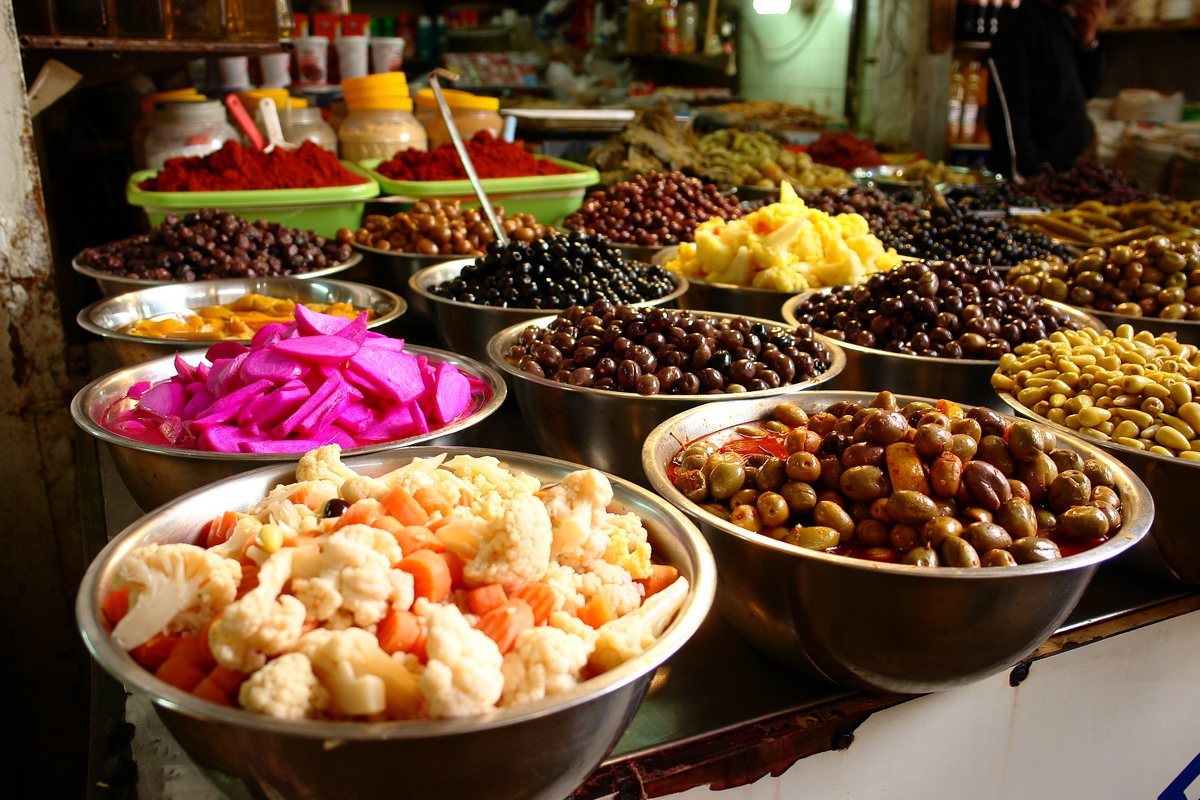
انواع سبزیجات ترشی در بازاری که عمدتاً بادیه‌نشینان در بئرشبع در سال ۲۰۰۷ در آن زندگی می‌کنند.

با توسعه کشاورزی اسرائیل و ظهور انواع جدیدی از میوه‌ها و سبزیجات در بازار، آشپزها و سرآشپزها شروع به آزمایش و ایجاد غذاهای جدید با آنها کردند. آنها همچنین شروع به استفاده از مواد «کتاب مقدس» مانند عسل، انجیر و انار و غذاهای بومی مانند گلابی‌های خاردار (تسابار) و نخود کردند. از اواخر دهه ۱۹۷۰، علاقه به آشپزی بین‌المللی، پخت و پز با شراب و گیاهان و وگان‌گرایی افزایش یافت.
فرهنگ غذایی پیچیده‌تری در اسرائیل زمانی که کتاب‌های آشپزی، مانند از آشپزخانه با عشق نوشته روث سیرکیس که در سال ۱۹۷۴ منتشر شد، شروع به توسعه کرد. روندهای آشپزی بین‌المللی را معرفی کرد و به همراه افتتاح رستوران‌هایی که غذاهایی مانند چینی، ایتالیایی و فرانسوی سرو می‌کردند، باعث تشویق بیشتر به صرف غذا در خارج از خانه شد.
دهه ۱۹۸۰ یک دهه شکل‌دهنده بود: افزایش خوش‌بینی پس از امضای معاهده صلح با مصر در سال ۱۹۷۹، بهبود اقتصادی در اواسط دهه ۱۹۸۰ و افزایش سفرهای خارجی توسط شهروندان معمولی از عوامل مؤثر در افزایش علاقه به غذا و شراب بودند. علاوه بر این، مواد اولیه با کیفیت بالا و تولید محلی به‌طور فزاینده‌ای در دسترس قرار گرفتند. به عنوان مثال، دامداری‌های خصوصی شروع به تولید پنیرهای دست‌ساز از شیر بز، گوسفند و گاو کردند که به سرعت در میان سرآشپزها و عموم مردم بسیار محبوب شدند. در سال ۱۹۸۳، شرکت شراب گولان هایتس اولین تولیدکننده شراب اسرائیلی بود که با تولید شراب‌های نیمه‌خشک و خشک با کیفیت جهانی، طعم‌ها را تغییر داد. توجه جدیدی به تهیه نان‌های دست‌ساز و تولید روغن زیتون با کیفیت بالا معطوف شد. توسعه موفق پرورش آبزیان تأمین مداوم ماهی تازه را تضمین کرد و انقلاب کشاورزی در اسرائیل منجر به انتخاب و کیفیت فوق‌العاده‌ای از میوه‌ها، سبزیجات و گیاهان تازه شد.
آشپزی میراث قومی، هم سفاردی و هم اشکنازی، با پذیرش روزافزون جامعه‌ای ناهمگن دوباره رونق یافته است. علاوه بر آشپزی خانگی، بسیاری از غذاهای قومی اکنون در بازارهای خیابانی، سوپرمارکت‌ها و رستوران‌ها در دسترس هستند یا در عروسی‌ها و مراسم مذهبی سرو می‌شوند و مردم به‌طور فزاینده‌ای غذاهایی از زمینه‌های قومی غیر از خودشان می‌خورند. همپوشانی و ترکیب غذاهای مختلف از گروه‌های قومی مختلف به عنوان یک فرهنگ غذایی چند قومی در حال توسعه است.
دهه ۱۹۹۰ شاهد افزایش علاقه به غذاهای بین‌المللی بود. سوشی، به ویژه، به عنوان یک سبک محبوب برای صرف غذا در خارج و به عنوان پیش‌غذا در رویدادها رواج پیدا کرد. در رستوران‌ها، آشپزی ترکیبی، با ادغام غذاهای کلاسیک مانند فرانسوی و ژاپنی با مواد اولیه محلی، به‌طور گسترده‌ای رایج شده است.
در دهه ۲۰۰۰، روند «تغذیه سالم» با تأکید بر غذاهای ارگانیک و غلات کامل به وضوح برجسته شد و تحقیقات پزشکی بسیاری از اسرائیلی‌ها را به بازگشت به رژیم مدیترانه‌ای با مزایای سلامتی آن ترغیب کرد.

## مشخصه‌ها
جغرافیا تأثیر زیادی بر روی آشپزی اسرائیلی دارد و غذاهای رایج در منطقه مدیترانه، مانند زیتون، گندم، نخود، محصولات لبنی، ماهی و سبزیجاتی مانند گوجه‌فرنگی، بادمجان و کدو در آشپزی اسرائیلی برجسته هستند. میوه‌ها و سبزیجات تازه در اسرائیل فراوان هستند و به روش‌های مختلف پخته و سرو می‌شوند.

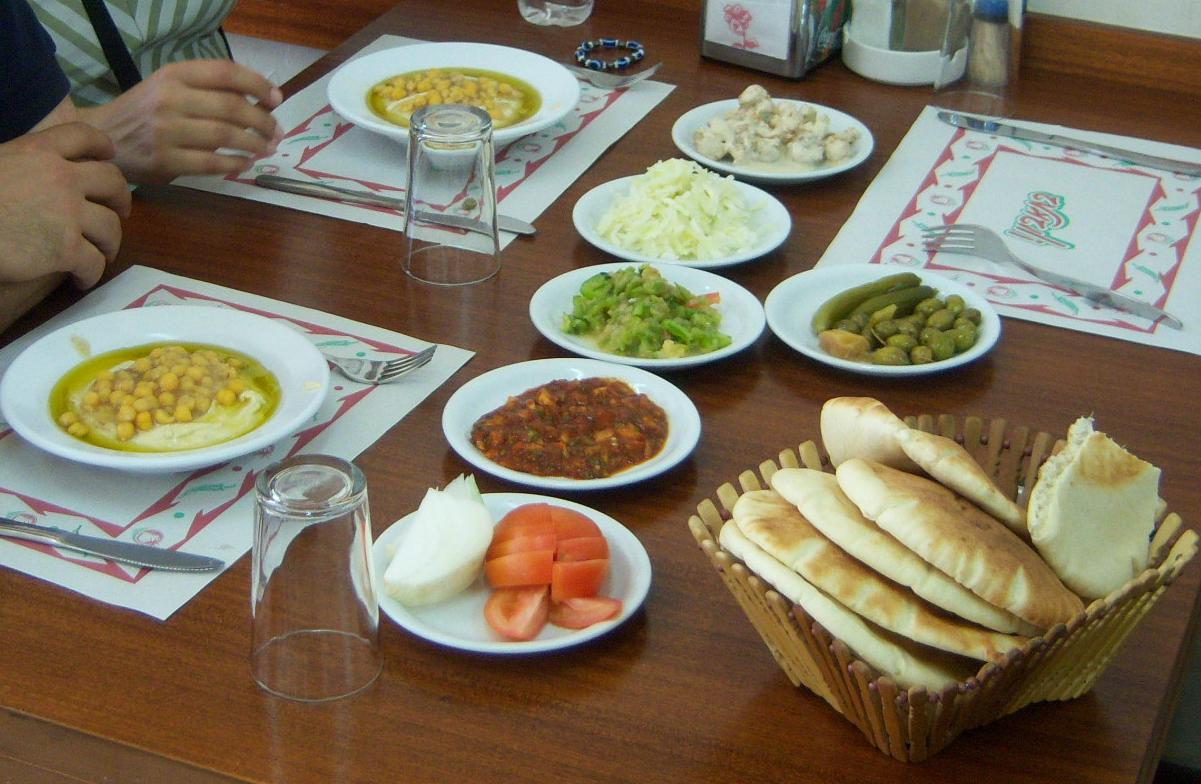
یک مزه معمولی اسرائیلی، با حمص و پیتا، سالاد اسرائیلی، زیتون و ترشی

در اسرائیل مناطق اقلیمی مختلفی وجود دارد که اجازه می‌دهد محصولات متنوعی کشت شوند. در دشت ساحلی، درختان مرکباتی مانند پرتقال، لیمو و گریپ‌فروت به خوبی رشد می‌کنند. انجیر، انار و زیتون نیز در مناطق تپه‌ای خنک‌تر رشد می‌کنند.
اقلیم نیمه‌گرمسیری نزدیک به دریاچه جلیل و دره اردن برای کشت انبه، کیوی و موز مناسب است، در حالی که اقلیم معتدل کوه‌های جلیل و جولان برای کشت انگور، سیب و گیلاس مناسب است.

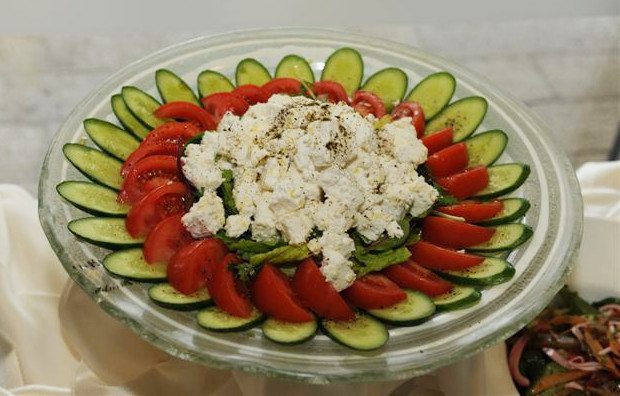
سالاد خیار و گوجه فرنگی با لبنه و زعتر

آداب غذایی اسرائیلی‌ها همچنین با الگوهای وسیع‌تر منطقه مدیترانه همخوانی دارد، به طوری که ناهار، به جای شام، وعده غذایی اصلی در یک روز کاری عادی است.
غذاهای کیبوتز به عنوان وعده‌های سبک شبانه و همچنین صبحانه‌ها توسط بسیاری از اسرائیلی‌ها پذیرفته شده‌اند و ممکن است شامل انواع مختلفی از پنیرها، چه نرم و چه سخت، ماست، لبنه و خامه ترش، سبزیجات و سالادها، زیتون، تخم‌مرغ آب‌پز یا املت، ماهی دودی و ترشی، انواع نان و آب‌پرتقال تازه و قهوه باشد.
علاوه بر این، اعیاد یهودی تأثیر زیادی بر روی آشپزی دارند و در زمان تعطیلات، غذاهای سنتی تهیه می‌شوند، مانند انواع مختلف چالاه (نان بافته شده) برای شبات و اعیاد، دونات‌های ژله‌ای (سوفگانیوت) برای حنوکا، شیرینی همانتاشن (اوزنی هامان) برای پوریم، هاروسیت، نوعی خمیر میوه، برای عید پسح، و غذاهای لبنی برای شاووعوت.
شام شبات که در روز جمعه صرف می‌شود و تا حد کمتری ناهار شبات، به همراه وعده‌های غذایی تعطیلات، وعده غذایی مهمی در خانه‌های اسرائیلی است.
اگرچه بسیاری از یهودیان در اسرائیل کوشر را رعایت نمی‌کنند، اما سنت کوشر به شدت بر دسترسی به برخی غذاها و نحوه تهیه آن‌ها در خانه‌ها، مؤسسات عمومی و بسیاری از رستوران‌ها تأثیر می‌گذارد، از جمله جداسازی شیر و گوشت و پرهیز از استفاده از غذاهای غیر کوشر، به ویژه گوشت خوک و صدف.
در طول پسح، نان و سایر غذاهای خمیر دار برای یهودیان متعهد ممنوع است و ماتزا و غذاهای بدون خمیر جایگزین می‌شوند.

## غذاها
اسرائیل یک غذای ملی به‌طور جهانی شناخته شده ندارد؛ در سال‌های گذشته، فلافل، توپک‌های سرخ‌شده از نخود طعم‌دار و آسیاب‌شده، به عنوان غذای ملی در نظر گرفته می‌شد. فروشندگان خیابانی در سراسر اسرائیل معمولاً فلافل می‌فروختند و این غذا به مدت چند دهه یک غذای محبوب خیابانی بود و هنوز هم به عنوان یک غذای مزه یا به عنوان یک افزودنی برای حمص در پیتا محبوب است، هرچند امروزه کمتر به عنوان یک پرکننده تنها در پیتا به دلیل سرخ شدن در روغن عمیق و آگاهی بیشتر از سلامت استفاده می‌شود.
صبحانه اسرائیلی طبق استاندارهای امروزی به‌طور کلی سالم بوده و یکی از کتاب‌ها صبحانه اسرائیلی را «مشارکت دولت یهودی در آشپزی جهانی» نامیده است.

### سالادها و پیش غذاها

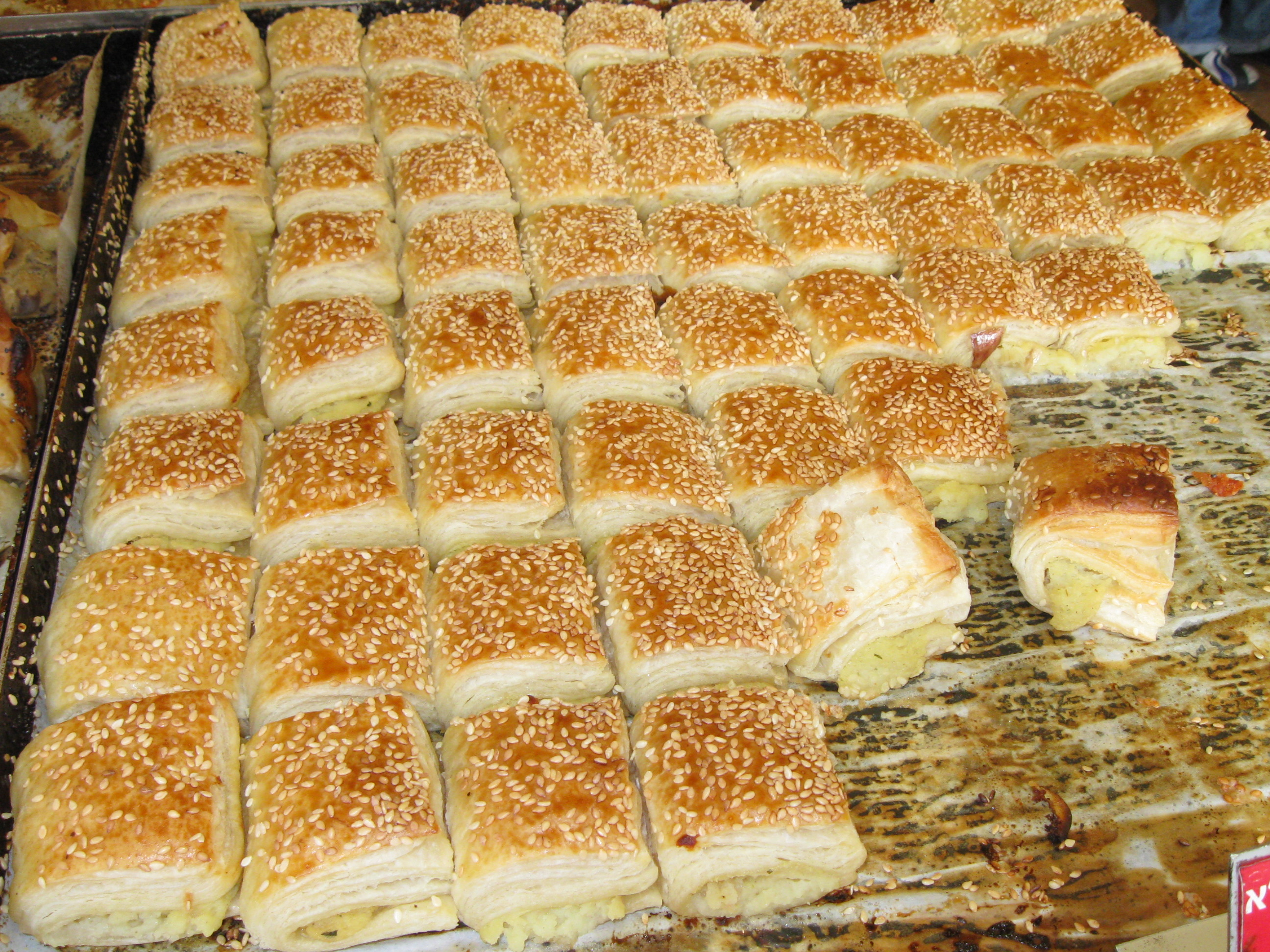
بورک‌های پر شده با سیب زمینی در بازار ماهان یهودا در اورشلیم، ۲۰۱۰

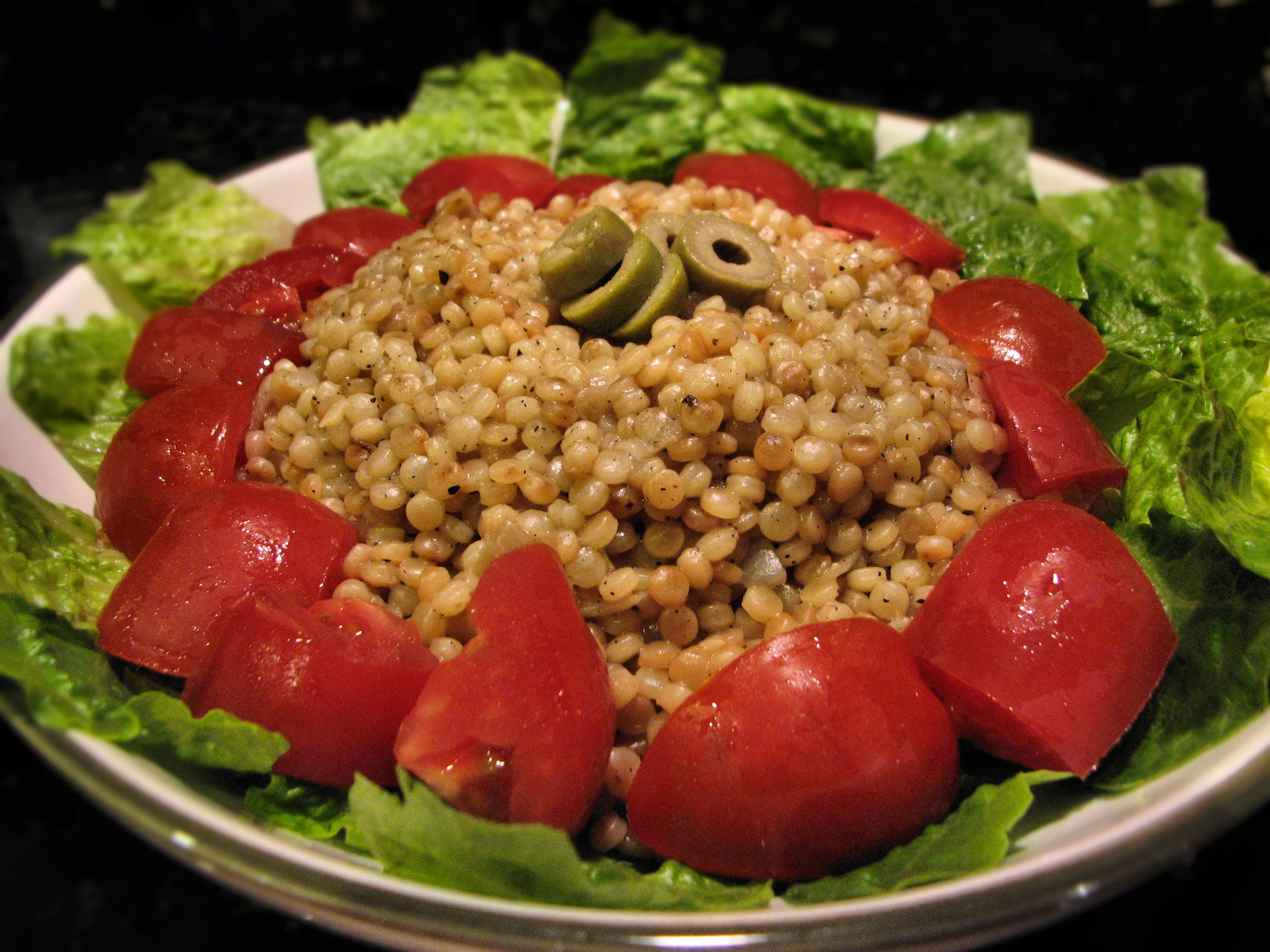
پتیتیم، نوعی پاستا که به عنوان «کوسکوس اسرائیلی» نیز شناخته می‌شود

سالادهای سبزیجات با اکثر وعده‌های غذایی خورده می‌شوند، از جمله صبحانه سنتی اسرائیلی که معمولاً شامل تخم‌مرغ، نان و محصولات لبنی مانند ماست یا پنیر کاتیج است. برای ناهار و شام، سالاد ممکن است به عنوان یک غذای جانبی سرو شود. یک وعده غذایی سبک شامل سالاد (سالاد)، حمص و سیب‌زمینی سرخ‌کرده (چیپس) که در یک پیتا سرو می‌شود، به عنوان حمص‌چیپسالاد شناخته می‌شود.
سالاد اسرائیلی معمولاً با گوجه‌فرنگی و خیارهای ریز خرد شده تهیه می‌شود که با روغن زیتون، آب لیمو، نمک و فلفل مزه‌دار می‌شود. انواع دیگر آن شامل افزودن فلفل دلمه‌ای قرمز یا سبز خرد شده، هویج رنده شده، کلم یا کاهوی ریز خرد شده، تربچه برش‌خورده، رازیانه، پیازچه و چایوز، جعفری خرد شده یا دیگر گیاهان و ادویه‌ها مانند نعناع، زعتر و سماق وجود دارد.
اگرچه این سالاد مخلوط توسط کیبوتص‌ها محبوب شده است، نسخه‌های آن از مکان‌های مختلف به اسرائیل آورده شده‌اند. به عنوان مثال، یهودیان از هند آن را با زنجبیل ریز خرد شده و فلفل سبز تهیه می‌کنند، یهودیان شمال آفریقا ممکن است پوست لیمو ترش نگهداری شده و فلفل کاین اضافه کنند، و یهودیان بخارایی سبزیجات را به شدت ریز خرد کرده و در سس از سرکه بدون روغن استفاده می‌کنند.
تبوله یک غذای وگان لبنانی (گاهی به عنوان سالاد در نظر گرفته می‌شود) است که به‌طور سنتی از گوجه‌فرنگی، جعفری ریز خرد شده، نعناع، بلغور و پیاز تهیه می‌شود و با روغن زیتون، آب لیمو و نمک مزه‌دار می‌شود. برخی از نسخه‌های اسرائیلی این سالاد از دانه‌های انار به جای گوجه‌فرنگی استفاده می‌کنند.
سالاد سابیچ یک نسخه از غذای معروف اسرائیلی سابیچ است و مواد تشکیل‌دهنده آن شامل بادمجان، تخم‌مرغ‌های آب‌پز/تخم‌مرغ‌های سخت‌پز، ارده, سالاد اسرائیلی، سیب‌زمینی، جعفری و آمبا است.
کوبه یک غذا است که از برنج/سمولینا/بلغور (گندم شکسته)، پیازهای ریز خرد شده و گوشت چرخ‌کرده کم چربی از گوساله، بره یا مرغ تهیه می‌شود. معروف‌ترین نوع آن یک کروکت سرخ‌شده به شکل توربیدو است که با گوشت چرخ‌کرده گوساله، مرغ یا بره پر شده است. این غذا توسط یهودیان عراقی، کردی و سوری به اسرائیل آورده شده است.
سمبوسه یک پاکت نیم‌دایره‌ای از خمیر است که با نخود فرنگی له شده، پیازهای سرخ‌شده و ادویه‌جات پر شده است. نوع دیگری از آن وجود دارد که با گوشت، پیازهای سرخ‌شده، جعفری، ادویه‌جات و دانه‌های کاج پر شده و گاهی با نخود فرنگی له شده مخلوط می‌شود و نسخه صبحانه آن با فتا یا تزفات و زعتر است. این غذا می‌تواند سرخ شود یا به روش‌های دیگر پخته شود.
سبزیجات کبابی شامل فلفل دلمه‌ای، فلفل تند، گوجه‌فرنگی، پیاز، بادمجان و همچنین گاهی سیب‌زمینی و کدو است. معمولاً با گوشت کبابی سرو می‌شود.
خموتزیم (ترشی) سبزیجات هستند که با خیساندن در آب و نمک (و گاهی روغن زیتون) در یک ظرف و خارج کردن آن‌ها از هوا تهیه می‌شوند. مواد اولیه می‌توانند شامل خیار، کلم، بادمجان، هویج، ترب، تربچه، پیاز، کپر، لیمو، زیتون، گل کلم، گوجه‌فرنگی، فلفل تند، فلفل دلمه‌ای، سیر و لوبیا باشند.
تنوع زیادی از سالادها و دیپ‌های بادمجان با بادمجان‌های کبابی تهیه می‌شود. بابا غنوش، که در اسرائیل سالاد حاتزلیم نامیده می‌شود، با تهینی و دیگر ادویه‌ها مانند سیر، آب لیمو، پیاز، گیاهان و ادویه‌ها تهیه می‌شود. نویسنده و تاریخ‌نگار غذایی گیل مارکس بیان کرده است که: «اسرائیلی‌ها یادگرفتند که بابا غنوش را از عرب‌ها درست کنند». بادمجان گاهی بر روی آتش باز کباب می‌شود تا گوشت آن طعم دودی بگیرد. یک نسخه خاص اسرائیلی از این سالاد با مایونز تهیه می‌شود که سالاد حاتزلیم بمایونز نام دارد.
سالادهای بادمجان همچنین با ماست، یا با پنیر فتا، پیاز خرد شده و گوجه‌فرنگی، یا به سبک یهودیان رومانیایی، با فلفل دلمه‌ای کبابی تهیه می‌شوند.
ارده معمولاً به عنوان سس برای فلافل استفاده می‌شود، به عنوان سس پخت برای گوشت و ماهی عمل می‌کند و پایه‌ای برای شیرینی‌هایی مانند حلوا است.
حمص یکی از ارکان آشپزی اسرائیلی است و مصرف آن در اسرائیل توسط منتقد غذایی النا فررتی به «کره بادام‌زمینی در آمریکا، نوتلا در اروپا یا وگیمیت در استرالیا» مقایسه شده است. حمص در پیتا یک ناهار معمول برای دانش‌آموزان است و به بسیاری از وعده‌های غذایی اضافه می‌شود.
سوپرمارکت‌ها انواع مختلفی از حمص آماده تجاری را ارائه می‌دهند و برخی از اسرائیلی‌ها برای حمص تازه‌ای که در hummusia، یک مکان اختصاصی برای فروش حمص، تهیه می‌شود، علاقه دارند.
سالاد آووکادو یک سالاد به سبک اسرائیلی است که با آب لیمو و پیازچه خرد شده تهیه می‌شود و توسط کشاورزانی که در دهه ۱۹۲۰ در دشت ساحلی درختان آووکادو کاشتند، معرفی شد. از آن زمان آووکادوها به یک خوراکی زمستانی تبدیل شده‌اند و به سالادها اضافه می‌شوند و همچنین روی نان مالیده می‌شوند.
یک مزه شامل سالادهای تازه و پخته از سبزیجات، خیارهای ترشی و سایر سبزیجات، حمص، فول، دیپ‌های ارده و آمبا، پنیر لبنه با روغن زیتون و ایکرا در وعده‌های جشن و در رستوران‌ها سرو می‌شود.
سالادها شامل سالاد ترکی (یک سالاد تند از پیازهای ریز خرد شده، گوجه‌فرنگی، گیاهان و ادویه‌ها)، تبوله، سالاد هویج، فلفل‌های قرمز و سبز کبابی و ماریناد شده، گل‌های گل‌کلم سرخ شده، متبوشه، ترشی (سبزیجات ترشی‌دار) و انواع سالادهای بادمجان هستند.
تفسیرهای مدرن اسرائیلی از مزه ترکیبی از سنت و مدرنیته است که پیش‌غذاهای معمولی را با ترکیب‌های منحصر به فردی مانند سالاد رازیانه و پسته، سالاد چغندر و انار، و سالاد کرفس و پنیر کشکوال جفت می‌کند.
سبزیجات شکم‌پر، که ممولایم نامیده می‌شوند، در اصل برای گسترش مواد اولیه ارزان به یک وعده غذایی طراحی شده‌اند. این غذاها توسط آشپزها در اسرائیل از تمام زمینه‌های قومی تهیه می‌شوند و با طعم‌های متنوعی مانند تند یا ترش و شیرین درست می‌شوند. مواد اولیه شامل فلفل دلمه‌ای، فلفل‌های تند، انجیر، پیاز، ته‌های کنگر، چغندر، میوه‌های خشک، گوجه‌فرنگی، برگ‌های انگور، سیب‌زمینی، ملو، بادمجان و کدو سبز است و مواد پرکننده‌ای مانند گوشت و برنج به سبک بالکان، بلغور به سبک خاورمیانه، یا پتیتیم، نوعی پاستای اسرائیلی، استفاده می‌شود.
ترکان عثمانی در قرن ۱۶ دلمه برگ انگور را معرفی کردند و برگ‌های انگور معمولاً با ترکیبی از گوشت و برنج پر می‌شوند، اگرچه پرکننده‌های دیگری مانند عدس نیز در میان جوامع مختلف تکامل یافته‌اند.
ته‌های کنگر پر شده با گوشت به عنوان یکی از غذاهای بزرگ آشپزی سفاردی در ییشو قدیم اورشلیم مشهور هستند. دلمه خرما و میوه‌های خشک با غذاهای برنج و بلغور سرو می‌شوند. نیمه کدو سبز پر شده نام لادینو دارد.

### سوپ‌ها و کوفته‌ها

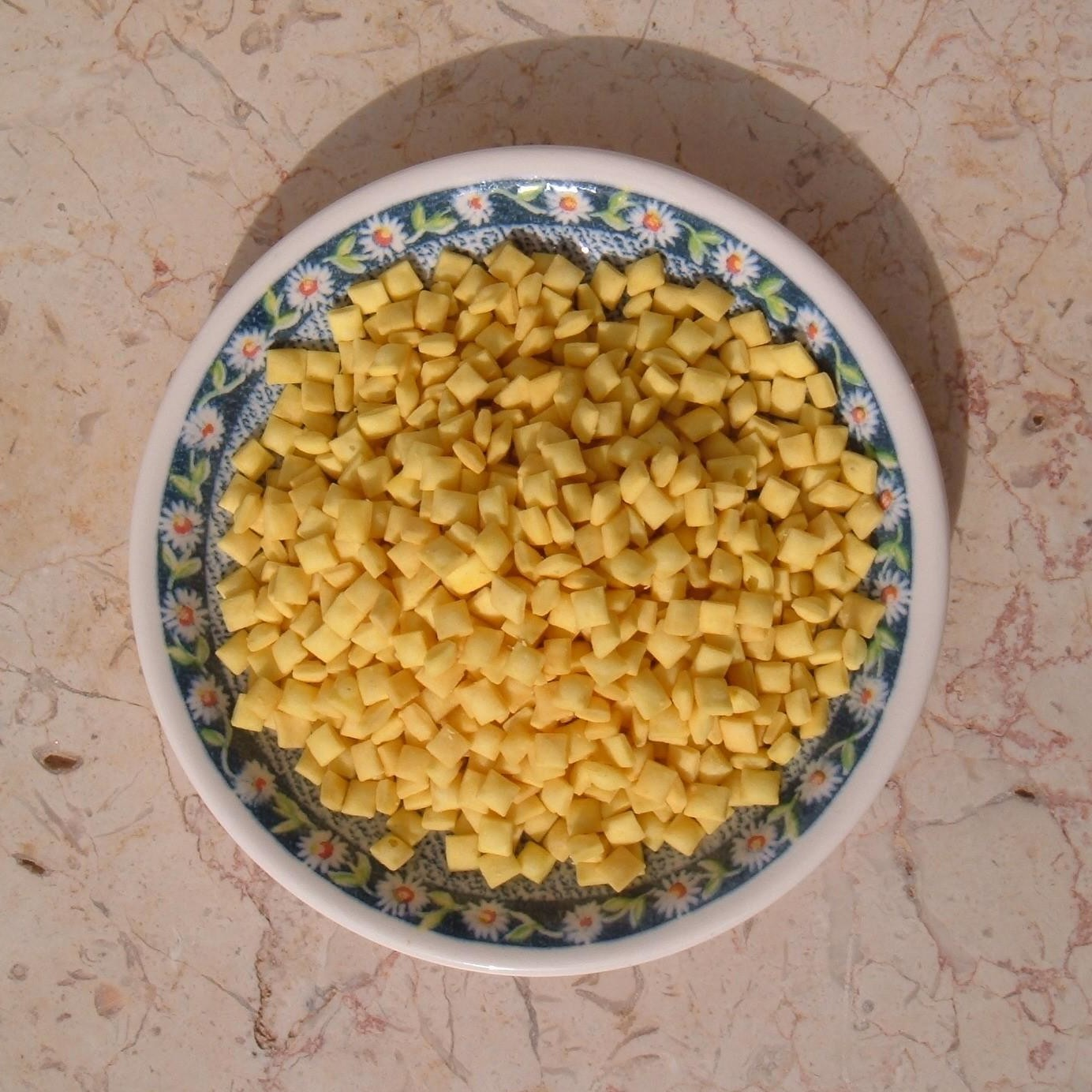
سوپ ماندل (کروتن اسرائیلی)

انواع مختلفی از سوپ‌ها به ویژه در زمستان مورد استفاده قرار می‌گیرند. سوپ مرغ از زمان‌های قرون وسطی یکی از غذاهای اصلی آشپزی یهودی بوده و در اسرائیل محبوب است.
سوپ مرغ کلاسیک به عنوان یک آبگوشت ساده با چند سبزی مانند پیاز، هویج و کرفس و گیاهانی مانند شوید و جعفری تهیه می‌شود.
نسخه‌های پیچیده‌تری توسط سفاردی‌ها با اورزو یا برنج، یا افزودن آب لیمو یا گیاهانی مانند نعناع یا گشنیز تهیه می‌شود، در حالی که اشکنازی‌ها ممکن است نودل اضافه کنند. یک سازگاری اسرائیلی از پاستای سوپ سنتی اشکنازی به نام ماندلن، که در اسرائیل شکدی مارک ("بادام‌های سوپ") نامیده می‌شود، معمولاً با سوپ مرغ سرو می‌شود.
به ویژه در تعطیلات، کوفته‌ها با سوپ سرو می‌شوند، مانند کنیدلاخ (توپک‌های ماتزا) اشکنازی‌ها یا گوندی (کوفته‌های نخود) یهودیان ایرانی، یا کوبه، خانواده‌ای از کوفته‌ها که توسط یهودیان خاورمیانه به اسرائیل آورده شده‌اند. به ویژه کوبه‌هایی که از بلغور تهیه شده و با گوشت بره و پسته پر شده‌اند، و کوبه نرم از سمولینا یا برنج که در سوپ پخته می‌شود، بسیار محبوب هستند. این غذاها معمولاً توسط یهودیان کرد یا یهودیان عراقی به عنوان وعده ناهار روز جمعه مصرف می‌شود.
سوپ عدس به روش‌های مختلفی تهیه می‌شود، با افزودنی‌هایی مانند گشنیز یا گوشت به آن اضافه می‌شود. سایر سوپ‌ها شامل حریرا یهودیان مراکشی است، که سوپ تندی از گوشت بره (یا مرغ)، نخود، عدس و برنج است و سوپ مغز استخوان یمنی به نام فتوت که در مناسبت‌های خاص مانند عروسی‌ها سرو می‌شود و با مخلوط ادویه سنتی هواویج طعم‌دار می‌شود.
سوپ لوبیا سفید در سس گوجه‌فرنگی در اورشلیم رایج است زیرا یهودیان سفاردی پس از اخراج از آندلس در این شهر ساکن شدند.

### غلات و ماکارونی
برنج در اسرائیل به روش‌های متعددی تهیه می‌شود، از برنج سفید بخارپز ساده تا خوراک‌های مخصوص جشن. همچنین با ادویه‌جات پخته شده و با بادام و دانه کاج سرو می‌شود.
برنج «سبز»، که با انواع سبزیجات تازه خرد شده تهیه می‌شود، مورد علاقه یهودیان ایرانی است. یکی دیگر از غذاهای برنجی با نودل‌های نازک تهیه می‌شود که ابتدا سرخ شده و سپس با برنج جوشانده می‌شود.
مُجَدَره یک غذای محبوب برنج و عدس است که از آشپزی عربی اقتباس شده است. اورز شوعیت غذایی است که در اورشلیم توسط یهودیان سفاردی ابداع شده و از لوبیا سفید پخته شده در خورشت گوجه‌فرنگی تهیه می‌شود و بر روی برنج ساده جوشانده سرو می‌گردد؛ این غذا به‌طور گسترده‌ای در منطقه اورشلیم مصرف می‌شود.
کوسکوس توسط یهودیان شمال آفریقا به اسرائیل آورده شده است. هنوز هم در برخی رستوران‌ها یا توسط آشپزهای سنتی با عبور سمولینا از الک چندین بار و سپس پختن آن بر روی یک آبگوشت معطر در یک دیگ بخار مخصوص به نام کوسکوسیر تهیه می‌شود. به‌طور کلی، کوسکوس «سریع» برای پخت و پز خانگی استفاده می‌شود.
کوسکوس در سالادها، غذاهای اصلی و حتی برخی دسرها استفاده می‌شود. به عنوان یک غذای اصلی، مرغ یا بره، یا سبزیجاتی که در سوپی با طعم زعفران یا زردچوبه پخته شده‌اند، بر روی کوسکوس بخارپز سرو می‌شود.
پتیتیم یک پاستا اسرائیلی است که اکنون در اشکال مختلفی از جمله مروارید، حلقه، ستاره و قلب عرضه می‌شود، اما در ابتدا به شکل دانه‌های برنج بوده است. این غذا در روزهای اولیه تأسیس دولت اسرائیل به عنوان یک جایگزین مبتنی بر گندم برای برنج، زمانی که برنج، غذای اصلی یهودیان میانه‌شرقی، کمیاب بود، رواج یافت.
گفته می‌شود که نخست‌وزیر اول اسرائیل، دیوید بن‌گوریون، از شرکت اوسم خواسته است تا این جایگزین را ابداع کند و به همین دلیل به آن لقب «برنج بن‌گوریون» داده شده است.
پتیتیم می‌تواند مانند پاستا جوشانده شود، به سبک پلو با تفت دادن و سپس جوشاندن در آب یا آبگوشت تهیه شود، یا در یک غذا پخته شود. مانند سایر پاستاها، می‌تواند با ادویه‌جات، گیاهان و سس‌ها به روش‌های مختلف طعم‌دار شود. روزگاری به عنوان غذایی برای کودکان در نظر گرفته می‌شد، اما اکنون در رستوران‌ها هم در اسرائیل و هم در سطح بین‌المللی تهیه می‌شود.
بلغور نوعی گندم خشک و شکسته است که گاهی به جای برنج سرو می‌شود.

### ماهی

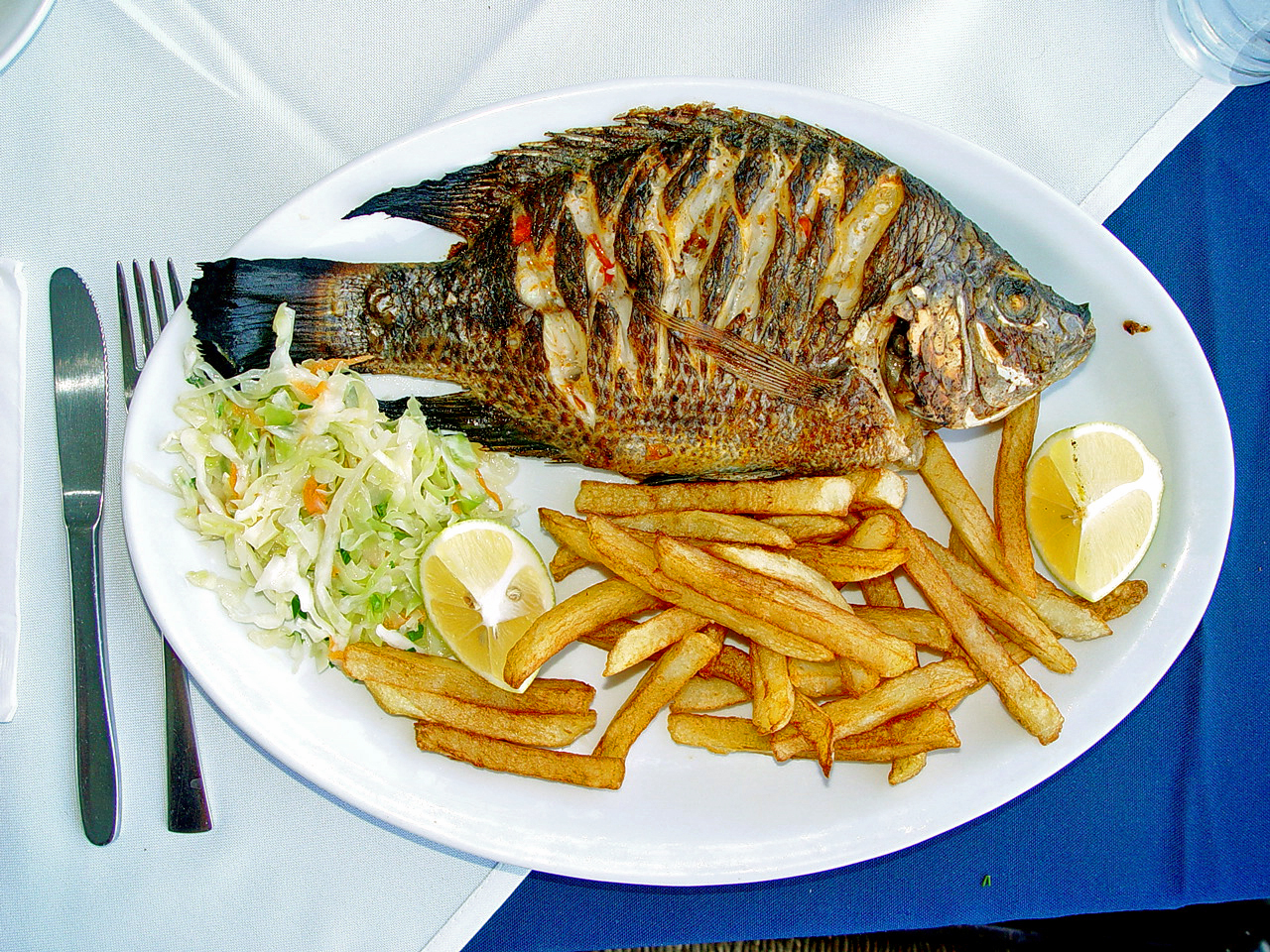
ماهی سنت پیتر (تیلاپیا) در رستورانی در طبریه، ۲۰۰۲

ماهی تازه به راحتی در دسترس است و از مناطق ساحلی اسرائیل در مدیترانه و دریای سرخ یا در دریاچه جلیله صید می‌شود، یا در استخرها به دلیل پیشرفت‌های پرورش ماهی در اسرائیل پرورش داده می‌شود.
ماهی تازه به صورت کامل، به سبک مدیترانه‌ای، کبابی یا سرخ شده سرو می‌شود و تنها با آب لیموی تازه چاشنی می‌خورد. ماهی قزل‌آلا (فورل), ماهی دنیس (دنیس), ماهی سنت پیتر (موشت) و سایر ماهی‌های تازه به این صورت تهیه می‌شوند.
ماهی همچنین به صورت پخته، با یا بدون سبزیجات، یا به صورت کامل یا برش‌خورده سرخ شده، یا کبابی روی زغال، و با سس‌های مختلف سرو می‌شود.
ماهی همچنین به صورت بخارپز تهیه می‌شود، مانند غذایی به نام hraime، که در آن ماهی‌هایی مانند ماهی گروپر (که در اسرائیل بیشتر با نام عربی‌اش lokus شناخته می‌شود) یا ماهی هالیبوت در سس با فلفل تند و ادویه‌های دیگر برای روش هشانا، پسح و شبات توسط یهودیان شمال آفریقا تهیه می‌شود.
دستورهای روزمره با انواع ارزان‌تر ماهی تهیه می‌شوند و در غذاخوری‌های بازار، آشپزخانه‌های عمومی و در خانه برای وعده‌های غذایی روزانه سرو می‌شوند.
ماهی‌ها، که به‌طور سنتی ماهی کپور هستند، اما اکنون سایر ماهی‌های سفید سفت نیز، خرد شده و به شکل نان یا توپک در می‌آیند و در گوشتابه ماهی پخته می‌شوند، مانند ماهی گفیلت یهودیان آشکنازی که همچنین ترشی شاه‌ماهی را از اروپای شرقی به ارمغان آوردند.
ماهی هیرینگ معمولاً در کیدوش که پس از مراسم کنیسه در شبات برگزار می‌شود، به ویژه در جوامع آشکنازی سرو می‌شود. در جامعه مهاجران روسی، ممکن است به عنوان یک وعده غذایی سبک با سیب‌زمینی آب‌پز، خامه ترش، نان‌های تیره و اشناپس یا ودکا سرو شود.
کوفته ماهی معمولاً با ادویه‌جات، گیاهان و پیاز (گاهی نیز با بادام‌زمینی) سرخ می‌شود و با سس تهینی (ارده) یا ماست سرو می‌شود. کوفته ماهی آب‌پز در سس گوجه‌فرنگی، تهینی یا ماست پخته می‌شود.
ماهی تیلاپیا که با سس تهینی پخته شده و با روغن زیتون، گشنیز، نعناع، ریحان و بادام‌زمینی (و گاهی نیز با پیاز سرخ شده) تزئین می‌شود، یکی از غذاهای مخصوص طبریه است.

### مرغ و گوشت

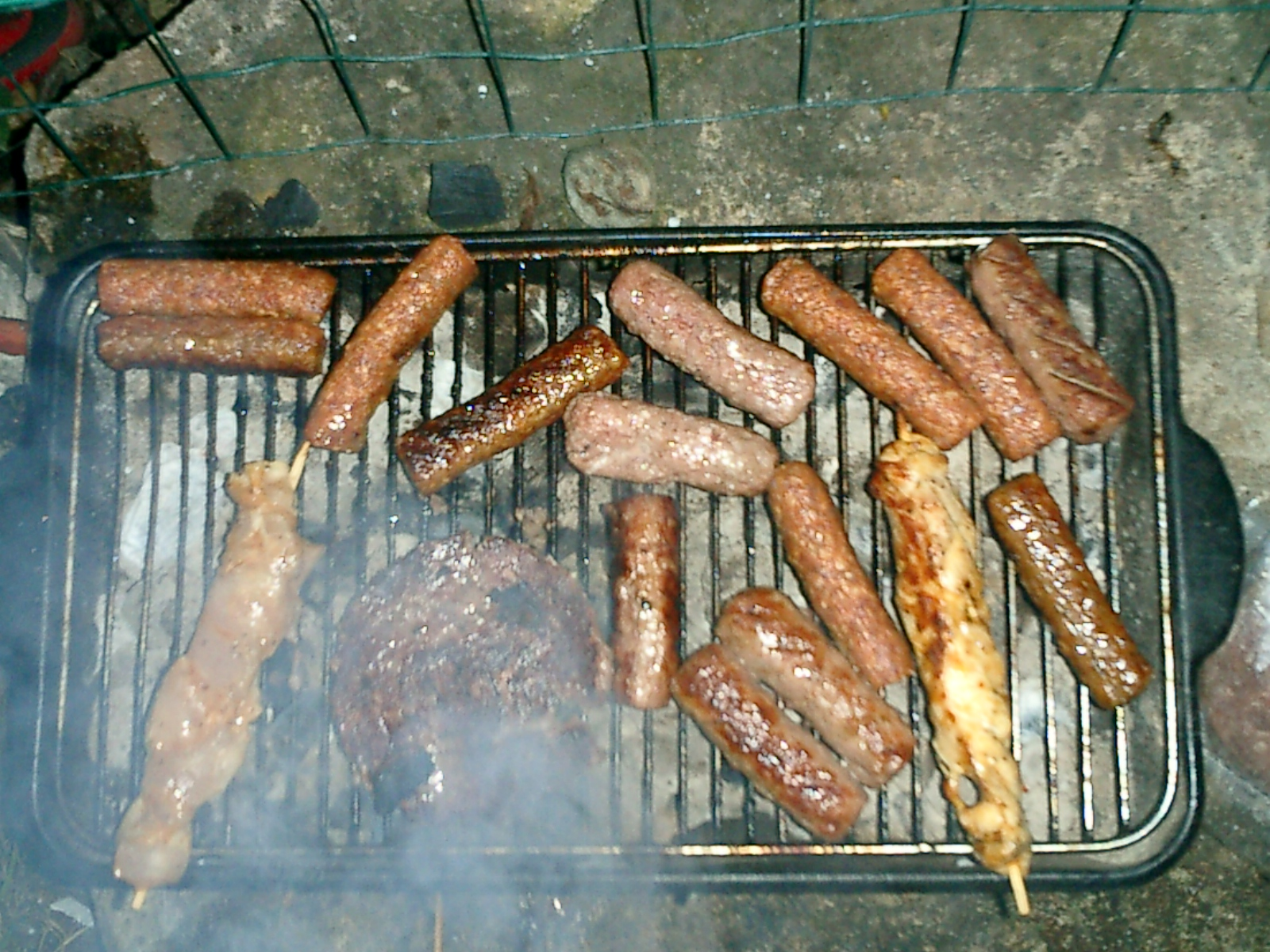
منقل به سبک اسرائیلی

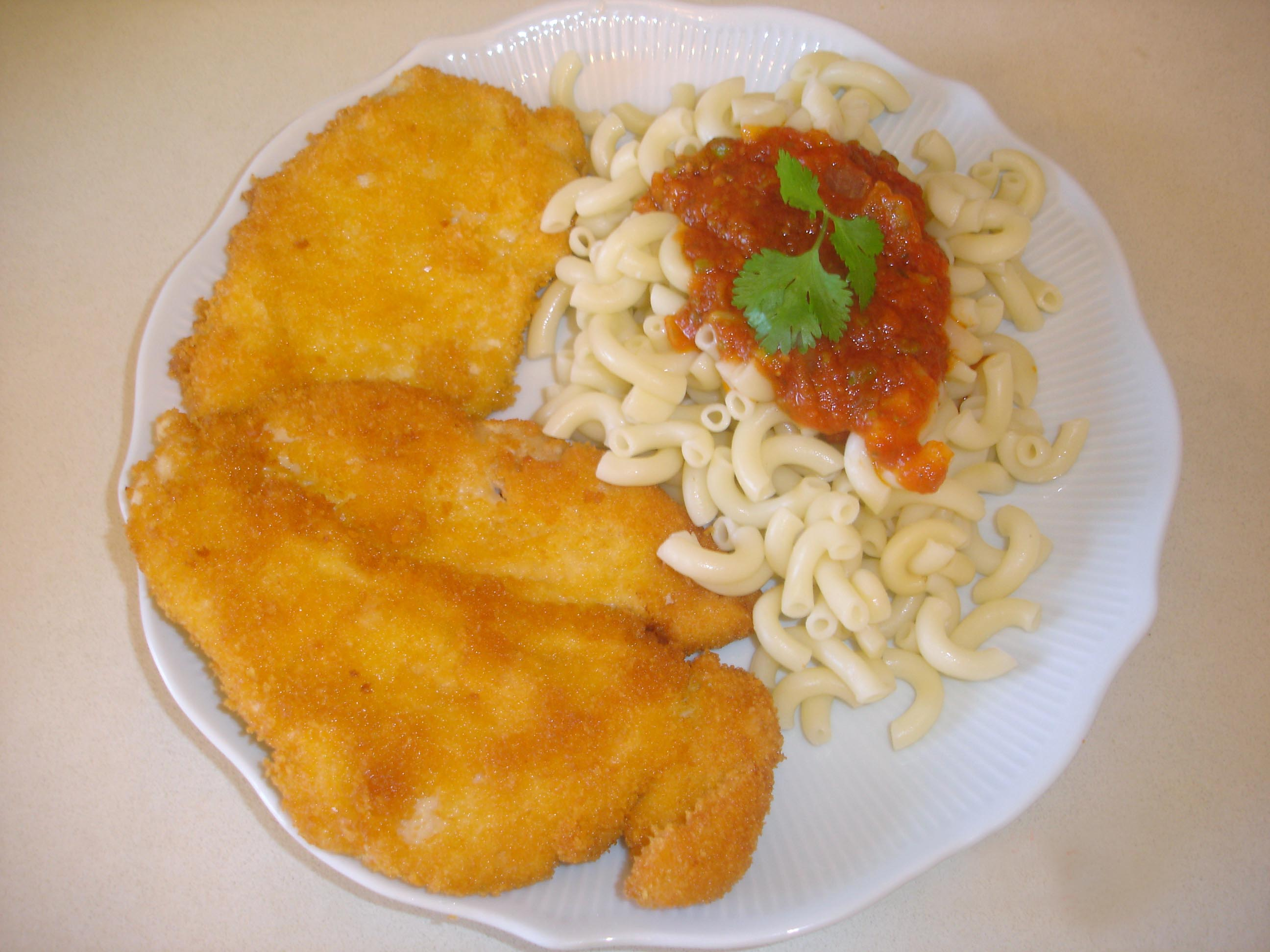
شنیسل سوخاری با پاستا

مرغ پرمصرف‌ترین گوشت در اسرائیل است و پس از آن بوقلمون قرار دارد. مرغ به روش‌های متنوعی تهیه می‌شود، از مرغ کبابی ساده در فر تا خورش‌های پیچیده با سس‌های غنی مانند شیره خرما، سس گوجه‌فرنگی و غیره.
نمونه‌هایی شامل خورش مرغ با کوسکوس، که از آشپزی یهودیان مراکشی الهام گرفته شده، مرغ با زیتون، یک کلاسیک مدیترانه‌ای، و مرغ آلبوندیگاس (توپک‌های گوشتی) در سس گوجه‌فرنگی، از آشپزی سفاردی اورشلیم است.
آلبوندیگاس از گوشت چرخ‌کرده تهیه می‌شود. مشابه آن کوفته است که از گوشت چرخ‌کرده، گیاهان و ادویه‌ها تهیه می‌شود و با سس گوجه‌فرنگی، شیره خرما، شیره انار یا شیره تمر هندی با سبزیجات یا لوبیا پخته می‌شود.
کباب کردن و گوشت باربیکیو در آشپزی اسرائیلی رایج است. این کشور دارای بسیاری از غذاخوری‌های کوچک است که به کباب، شیش تاوک، مرگوز و شیشلیک گوشت گوسفند و گوساله تخصص دارند. باربیکیو در فضای باز، که به آن منگل یا ال ها-اش (روی آتش) گفته می‌شود، یکی از سرگرمی‌های محبوب اسرائیلی‌ها است.
در زمان‌های مدرن، روز استقلال اسرائیل معمولاً با یک پیک‌نیک یا باربیکیو در پارک‌ها و جنگل‌های سراسر کشور جشن گرفته می‌شود.
کبد گوساله کبابی یکی از غذاهای جنوب تل آویو است. این غذا با نمک و فلفل سیاه و گاهی با ادویه‌هایی مانند زیره یا مخلوط ادویه بهارات کباب می‌شود.
مرغ یا گوشت گوسفند پخته شده در فر با سیب‌زمینی بسیار رایج است و گاهی نیز پیاز سرخ شده به آن اضافه می‌شود.
شنیسل بوقلمون یک سازگاری اسرائیلی از شنیسل گوساله است و نمونه‌ای از تغییرات رایج در آشپزی اسرائیلی به‌شمار می‌آید.
شنیسل به اسرائیل توسط یهودیان از اروپای مرکزی آورده شد، اما قبل و در سال‌های اولیه تأسیس دولت اسرائیل، گوساله در دسترس نبود و مرغ یا بوقلمون جایگزین ارزان و خوشمزه‌ای بود. علاوه بر این، شنیسل وینی در هر دو کره و روغن پخته می‌شود، اما در اسرائیل به دلیل کوشر تنها از روغن استفاده می‌شود.
امروزه، بیشتر آشپزها شنیسل را از قبل نان‌پوشیده خریداری کرده و آن را با حمص، ارده و سایر سالادها برای یک وعده غذایی سریع سرو می‌کنند. گروه‌های مهاجر دیگر نیز تغییراتی از پس‌زمینه خود اضافه کرده‌اند—به عنوان مثال، یهودیان یمنی آن را با حوایج طعم‌دار می‌کنند. علاوه بر این، نسخه‌های گیاهی نیز محبوب شده‌اند و شرکت غذایی اسرائیلی، تیول، اولین شرکتی بود که شنیسل گیاهی را از جایگزین گوشت سویا تولید کرد.
انواع مختلفی از سوسیس بخشی از آشپزی سفاردی و مزراحی در اسرائیل هستند. یهودیان تونس سوسیس‌هایی به نام اوسبان تهیه می‌کنند که با گوشت چرخ‌کرده یا جگر، برنج، اسفناج خرد شده و ترکیبی از گیاهان و ادویه‌ها پر می‌شود. یهودیان سوری سوسیس‌های کوچک‌تری به نام gheh تهیه می‌کنند که با ترکیب ادویه متفاوتی درست می‌شوند، در حالی که یهودیان عراقی سوسیس‌هایی به نام mumbar تهیه می‌کنند که با گوشت و جگر خرد شده، برنج و ترکیب ادویه‌های سنتی خود درست می‌شوند.
موساکا یک غذای لایه‌ای پخته شده در فر است که شامل کاسرول گوشت چرخ‌کرده و بادمجان است و برخلاف رقبای لبنانی‌اش، داغ سرو می‌شود.
خورشهای گوشتی (مرغ، گوشت گوسفند و گوشت گاو) با ادویه‌ها، دانه‌های کاج، گیاهانی مانند جعفری، نعناع و اورگانو، پیاز، سس گوجه‌فرنگی یا ارده یا آب‌میوه‌هایی مانند شیره انار، آب انار، شراب انار، شراب انگور، عرق، شیره خرما و تمر هندی پخته می‌شوند. گاهی نیز نخود فرنگی، نخود، لوبیا سفید، لوبیا گاوی یا لوبیا سبز به آن‌ها اضافه می‌شود.
مرغ شکم‌پر در اسرائیل معمولاً با برنج، گوشت (گوشت گوسفند یا گاو)، جعفری، میوه‌های خشک مانند خرما، زردآلو یا کشمش، ادویه‌هایی مانند دارچین، جوز هندی یا ادویه‌های مختلط پر می‌شود؛ گاهی نیز گیاهانی مانند آویشن و اورگانو (نه نوع خشک آن‌ها) به روی مرغ اضافه می‌شود تا طعمی به آن بدهد و سپس در فر پخته می‌شود.

### محصولات لبنی

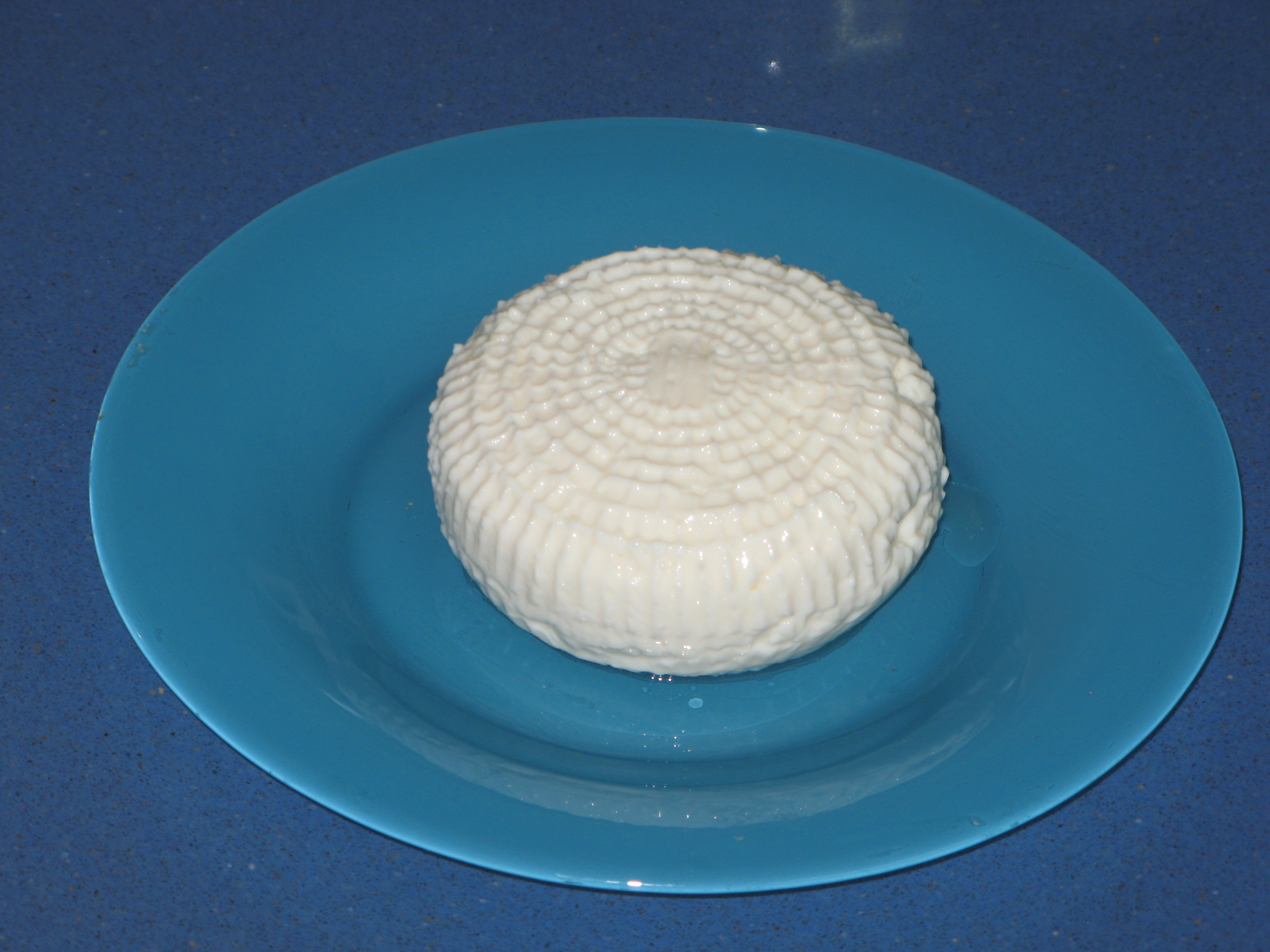
پنیر نیمه سفت از شیر بز (تزفاتیت)

محصولات لبنی تازه و با کیفیت بالا زیادی در دسترس هستند، مانند پنیر کاتیج، پنیرهای سفید، ماست‌ها از جمله لبن و اشل، پنیرهای زرد و پنیرهای شور که مخصوص منطقه مدیترانه هستند.
دامداری از زمان تأسیس دولت اسرائیل یکی از بخش‌های اصلی کشاورزی اسرائیل بوده است و تولید شیر گاوهای محلی در بین بالاترین‌ها در جهان قرار دارد. در ابتدا، موشافیم (همکاری‌های کشاورزی) و کیبوتص عمدتاً پنیر سفید نرم تولید می‌کردند زیرا ارزان و مغذی بود. این پنیر در سال‌های سخت اقتصادی به یک ماده غذایی مهم تبدیل شد و محبوبیتی که امروز دارد را به دست آورد.
پنیر سفید نرم، گبینا لوانا، اغلب بر اساس درصد چربی‌اش، مانند ۵٪ یا ۹٪ شناخته می‌شود. این پنیر به صورت ساده یا مخلوط با میوه یا سبزیجات خورده می‌شود، روی نان یا بیسکویت پخش می‌شود و در انواع پای‌ها و شیرینی‌ها استفاده می‌شود.
لبنه یک پنیر سفید مبتنی بر ماست است که در سراسر بالکان و خاورمیانه رایج است. این پنیر به صورت ساده، با زعتر یا در روغن زیتون فروخته می‌شود. معمولاً برای صبحانه با سایر پنیرها و نان خورده می‌شود. در شمال کشور، توپ‌های لبنه که در روغن زیتون نگهداری می‌شوند، بیشتر از مناطق مرکزی و جنوبی رایج هستند.
اضافه کردن ادویه‌هایی مانند زعتر، اورگانو خشک یا سماق و گیاهانی مانند آویشن، نعناع یا پیازچه هنگام نگهداری توپ‌های لبنه رایج است. این کار به ویژه در صبحانه معمول است زیرا معمولاً در صبح گوشت خورده نمی‌شود.
پنیر تزفات، یک پنیر سفید در آب‌نمک، مشابه پنیر فتا، اولین بار توسط لبنیات میری در صفد در سال ۱۸۳۷ تولید شد و هنوز هم توسط نوادگان سازندگان اصلی پنیر در آنجا تولید می‌شود. لبنیات میری همچنین به خاطر تولید پنیر برینزا به سبک بالکان مشهور شد که به دلیل محبوبیت آن در اوایل دهه ۱۹۵۰ در میان مهاجران یهودی از بلغارستان به پنیر بلغاری معروف شد.
اکنون دیگر لبنیاتی‌ها نیز انواع مختلفی از این پنیرها را تولید می‌کنند. ماست بلغاری، که توسط بازماندگان یهودی بلغاری از هولوکاست به اسرائیل معرفی شد، برای تهیه یک سوپ ماست و خیار سنتی استفاده می‌شود.
در اوایل دهه ۱۹۸۰، لبنیات کوچک خصوصی شروع به تولید پنیرهای دست‌ساز از شیر بز و شیر گوسفند و همچنین شیر گاو کردند که شبیه پنیرهای سنتی ساخته شده در مناطق روستایی فرانسه، اسپانیا و ایتالیا هستند. بسیاری از این پنیرها با شیر ارگانیک تهیه می‌شوند. اکنون این پنیرها همچنین توسط کیبوتزها و لبنیات ملی تنوا تولید می‌شوند.

### غذاهای تخم‌مرغی
شکشوکه، یک غذای شمال آفریقایی از تخم‌مرغ‌های پخته شده در سس گوجه‌فرنگی تند، یکی از غذاهای ملی محبوب به ویژه در زمستان است. این غذا به‌طور سنتی در یک ماهیتابه چدنی سرو می‌شود و با نان برای پاک کردن سس همراه است. برخی از انواع این غذا با استفاده فراوان از موادی مانند بادمجان، فلفل‌های تند، پاپریکای تند، اسفناج، پنیر فتا یا پنیر سافد تهیه می‌شوند.
املت‌ها با پیاز، گیاهانی مانند دانه‌های شوید (شامیر)، اسفناج، جعفری، نعناع، گشنیز و ملو با ادویه‌هایی مانند زردچوبه، زیره، سماق، دارچین و میخک و همچنین با پنیرهایی مانند سافد و پنیر فتا طعم‌دار می‌شوند.
حمینادوس تخم‌مرغ‌هایی هستند که پس از آب‌پز شدن پخته می‌شوند و در کنار خورش یا وعده‌های غذایی سرو می‌شوند؛ در حامین، آن‌ها در صبحانه استفاده می‌شوند و گاهی جایگزین تخم‌مرغ معمولی در سابیچ می‌شوند. همچنین به عنوان صبحانه در کنار جاچنون، گوجه‌فرنگی رنده شده و ژوگ خورده می‌شوند.

### میوه
اسرائیل یکی از تولیدکنندگان و صادرکنندگان پیشرو مرکبات تازه در جهان است، و بیش از چهل نوع میوه در اسرائیل کشت می‌شود، از جمله مرکباتی مانند پرتقال، گریپ‌فروت، نارنگی و پوملیت، که ترکیبی از گریپ‌فروت و پوملو است و در اسرائیل توسعه یافته است. میوه‌هایی که در اسرائیل کشت می‌شوند شامل آووکادو، موز، سیب، گیلاس، آلو، لیچی، نکتارین، انگور، خرما، توت‌فرنگی، [گلابی خاردار (tzabbar) گلابی خاردار (tzabbar)]، خرمالو، شکوفه (shesek) و انار هستند و به‌طور منظم مصرف می‌شوند. اسرائیلی‌ها به‌طور متوسط نزدیک به ۱۶۰ کیلوگرم (۳۵۰ پوند) میوه در سال به ازای هر نفر مصرف می‌کنند.
بسیاری از انواع خاص انبه در این کشور بومی هستند، که بیشتر آن‌ها در نیمه دوم قرن بیستم توسعه یافته‌اند. انواع جدید و بهبود یافتهٔ انبه هنوز هر چند سال یک بار به بازارها معرفی می‌شوند.
به‌طور قابل توجهی، محبوب‌ترین نوع انبه، نوع مایا است که اندازه‌ای کوچک تا متوسط، معطر، رنگارنگ (با ۳–۴ رنگ) و معمولاً بدون الیاف است. فصل انبه اسرائیل در ماه مه آغاز می‌شود و آخرین میوه‌ها در نزدیکی ماه اکتبر رسیده می‌شوند. انواع مختلف در بازارها در ماه‌های مختلف موجود هستند، و نوع مایا بین ماه‌های ژوئیه و سپتامبر دیده می‌شود. انبه‌ها به‌طور مکرر در غذاهای ترکیبی و برای تهیه سوربه استفاده می‌شوند.
بسیاری از اسرائیلی‌ها در حیاط‌های خود درختان میوه نگهداری می‌کنند، که مرکبات (به ویژه پرتقال و لیمو) رایج‌ترین آن‌ها هستند. انبه‌ها نیز اکنون به عنوان درختان خانگی محبوب شده‌اند. درختان توت به‌طور مکرر در باغ‌های عمومی دیده می‌شوند و میوه‌های آن‌ها به‌طور محبوبی در کنار دسرهای مختلف و به عنوان آبمیوه سرو می‌شوند.
میوه‌ها به عنوان میان‌وعده یا دسر در کنار سایر اقلام یا به تنهایی سرو می‌شوند. آبمیوه‌های تازه‌فشرده در کیوسک‌های خیابانی تهیه می‌شوند و در سوپرمارکت‌ها به صورت بطری فروخته می‌شوند. میوه‌های مختلف به غذاهای مرغ یا گوشت اضافه می‌شوند و سالاد میوه تازه و کمپوت اغلب در پایان وعده غذایی سرو می‌شوند.

### غذاهای پخته شده، کلوچه، شیرینی، روگلاخ

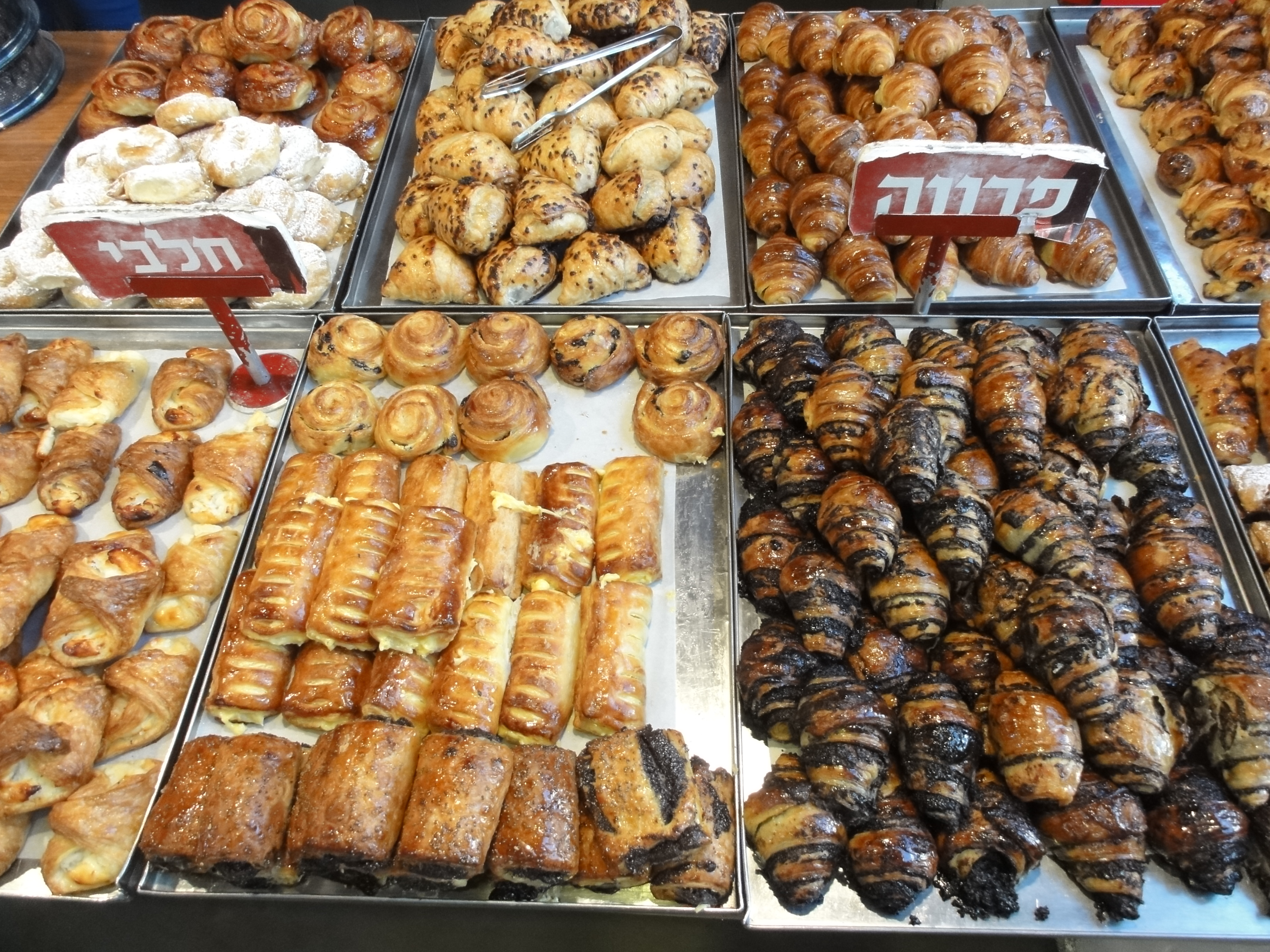
شیرینی‌های معمولی اسرائیلی و روگلاخ

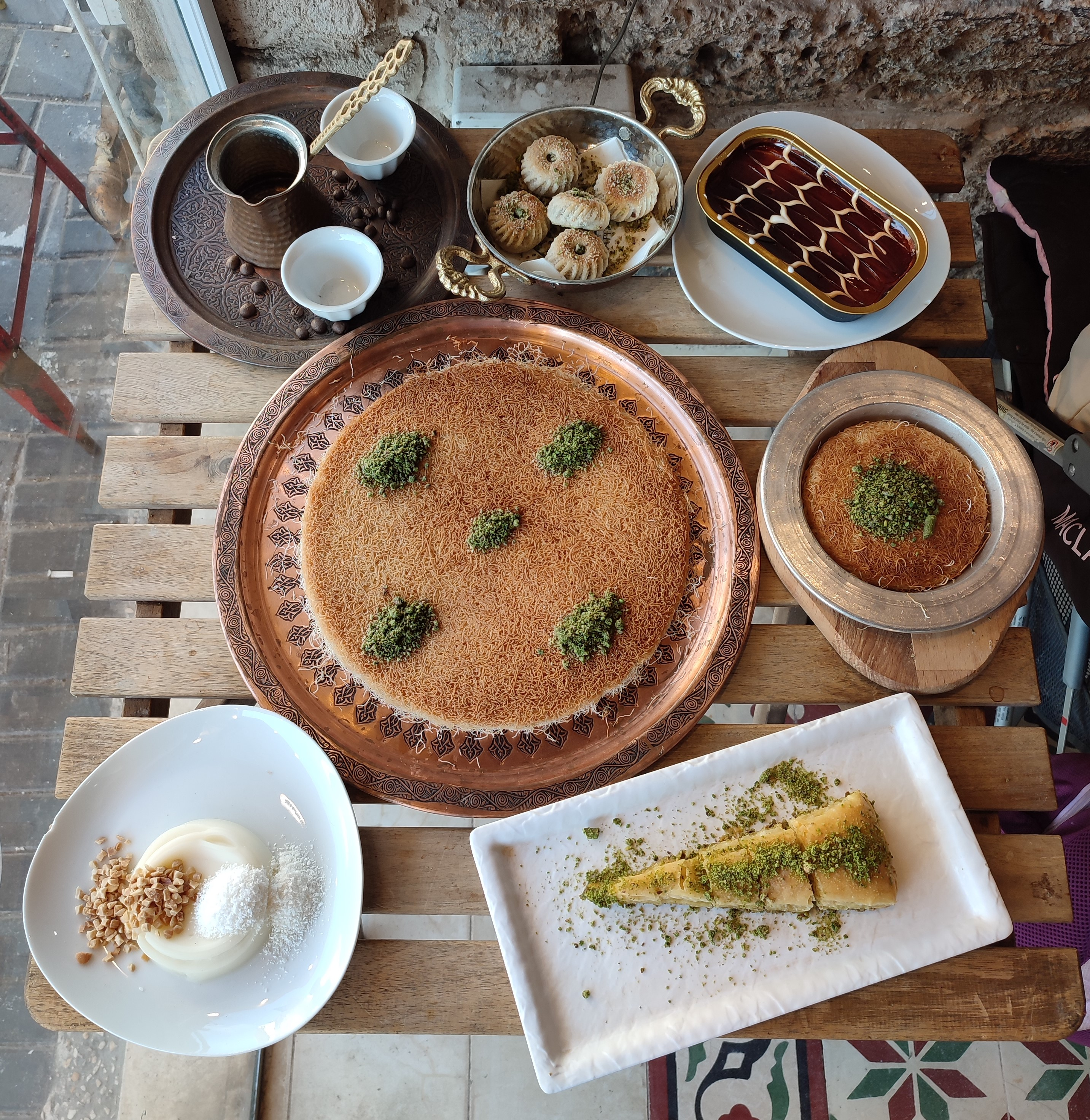
کنافه در کافه‌ای در یافا، ۲۰۲۲ سرو شده است

در اسرائیل سنت دیرینهٔ پخت نان خانگی وجود دارد که ناشی از سال‌هایی است که تعداد نانوایی‌ها برای تأمین تقاضا بسیار کم بود. بسیاری از نانوایان حرفه‌ای از اروپای مرکزی به اسرائیل آمدند و فروشگاه‌ها و نانوایی‌های محلی، که اغلب کوندیتوریا نامیده می‌شوند، تأسیس کردند و بدین ترتیب سلیقه‌ها و ترجیحات محلی را شکل دادند.
اکنون یک سبک محلی با انتخاب وسیعی از کیک‌ها و شیرینی‌ها وجود دارد که شامل تأثیراتی از دیگر آشپزی‌ها است و مواد اولیه سنتی اروپایی را با مواد مدیترانه‌ای و خاورمیانه‌ای، مانند حلوا، خمیر فیلو، خرما و گلاب ترکیب می‌کند.
نمونه‌هایی شامل کیک‌های سمولینا با طعم مرکبات هستند که با شربت مرطوب شده و در نانوایی‌های سفاردی به نام بسبوسه، تیشپیشتی یا روانی شناخته می‌شوند. بابکای آشکنازی به گونه‌ای تغییر یافته که شامل حلوا یا کرم شکلاتی، علاوه بر دارچین قدیمی، می‌شود. همچنین انواع مختلفی از کیک سیب وجود دارد. کوکی‌هایی که با خرماهای خرد شده (معمول) تهیه می‌شوند، در کنار قهوه یا چای سرو می‌شوند، همان‌طور که در سرتاسر خاورمیانه رایج است.
کوگل (کوگل یروشالمی) یک نسخه اسرائیلی از پودینگ نودل سنتی، کوگل است که با شکر کاراملی و ادویه‌دار با فلفل سیاه تهیه می‌شود. این غذا در اصل یک تخصص از یهودیان آشکنازی یشو قدیم بود. معمولاً در یک فر بسیار کم دما به مدت یک شب پخته می‌شود و بعد از مراسم کنیسه در صبح شبات خورده می‌شود.
بورک‌ها شیرینی‌های خوشمزه‌ای هستند که توسط یهودیان از ترکیه، بالکان و سالونیکا به اسرائیل آورده شده‌اند. این شیرینی‌ها از خمیری ترد در اشکال مختلف تهیه می‌شوند و معمولاً با دانه‌های کنجد روی آن‌ها تزئین می‌شود و با گوشت، نخود، پنیر، اسفناج، سیب‌زمینی یا قارچ پر می‌شوند. بورکها در کیوسک‌ها، سوپرمارکت‌ها و کافه‌ها فروخته می‌شوند و در مراسم‌ها و جشن‌ها سرو می‌شوند و همچنین توسط آشپزهای خانگی تهیه می‌شوند. آن‌ها معمولاً به عنوان یک وعده غذایی سبک با تخم‌مرغ‌های آب‌پز و سالاد سبزیجات خرد شده سرو می‌شوند.
یهودیان آشکنازی از وین و بوداپست سنت‌های پیچیده‌ای از تهیه شیرینی را به اسرائیل آوردند. تارت ساخر و تارت لینزر در نانوایی‌های حرفه‌ای فروخته می‌شوند، اما چیزکیک و اشترودل نیز در خانه پخته می‌شوند.
دونات‌های ژله‌ای (سوفگانیا) که به‌طور سنتی با مربای قرمز (مربا) پر می‌شوند، اما همچنین با کاستارد یا دولچه د لچه نیز پر می‌شوند، به عنوان خوراکی‌های حنوکا خورده می‌شوند.
کوکی‌های ارده، کوکی‌هایی با منشأ اسرائیلی هستند که از ارده، آرد، کره و شکر تهیه می‌شوند و معمولاً با دانه‌های کاج تزئین می‌شوند.
روگلاخ در اسرائیل بسیار محبوب است و معمولاً در اکثر کافه‌ها و نانوایی‌ها یافت می‌شود. این شیرینی همچنین یک خوراکی محبوب در میان یهودیان آمریکایی است.

### نان و ساندویچ

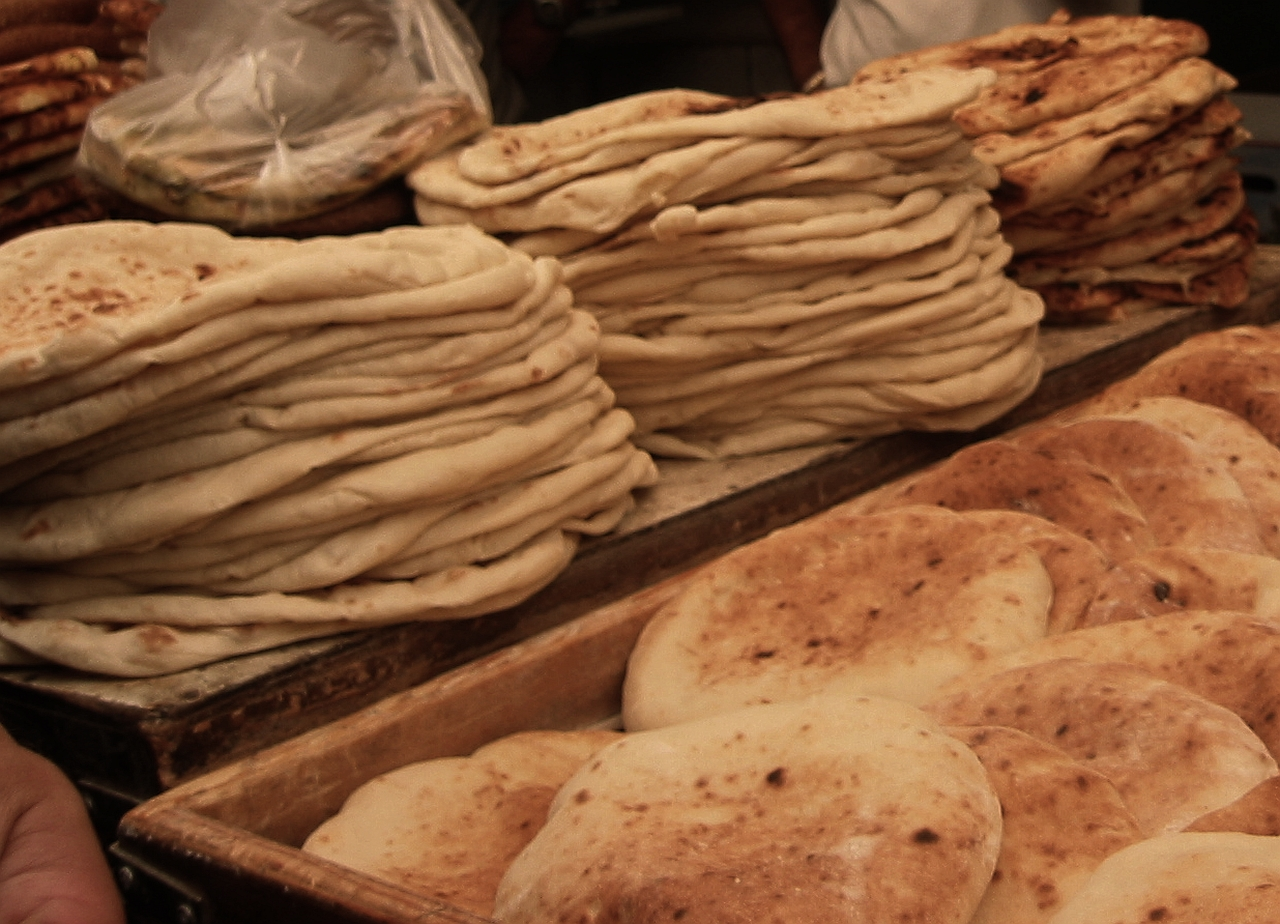
پیتا برای فروش در بازار ماهان یهودا در اورشلیم، ۲۰۱۰

در جوامع یهودی یشو قدیم، نان در خانه پخته می‌شد. نانوایی‌های کوچک تجاری در اواسط قرن نوزدهم تأسیس شدند. یکی از اولین آن‌ها، نانوایی برمن بود که در سال ۱۸۷۵ تأسیس شد و از یک صنعت خانگی که نان و کیک خانگی برای زائران مسیحی تهیه می‌کرد، تکامل یافت.
نانوایان ماهر که در میان مهاجران از اروپای شرقی و مرکزی در دهه‌های ۱۹۲۰ و ۱۹۳۰ به اسرائیل آمدند، نان‌های خمیر ترش دست‌ساز را معرفی کردند.
از دهه ۱۹۵۰، نان‌های تولید انبوه جایگزین این نان‌ها شدند و نان‌های استاندارد و یارانه‌ای که به نام لخم آحید شناخته می‌شوند، تا دهه ۱۹۸۰ به‌طور عمده در دسترس بودند، زمانی که نانوایی‌های تخصصی دوباره شروع به تولید نان‌های غنی خمیر ترش به سبک اروپایی و نان‌هایی به سبک مدیترانه‌ای با عطرهایی مانند زیتون، پنیر، گیاهان یا گوجه‌فرنگی خشک‌شده کردند. اکنون انواع مختلفی زیادی از نان‌ها از نانوایی‌ها و کافه‌ها در دسترس است.
نان چلّا به ویژه برای شبات خریداری یا آماده می‌شود. چالا معمولاً نانی غنی‌شده با تخم‌مرغ است که اغلب در سنت اشکنازی بافته شده، یا برای روش هشانا، سال نوی یهودی، گرد می‌شود.

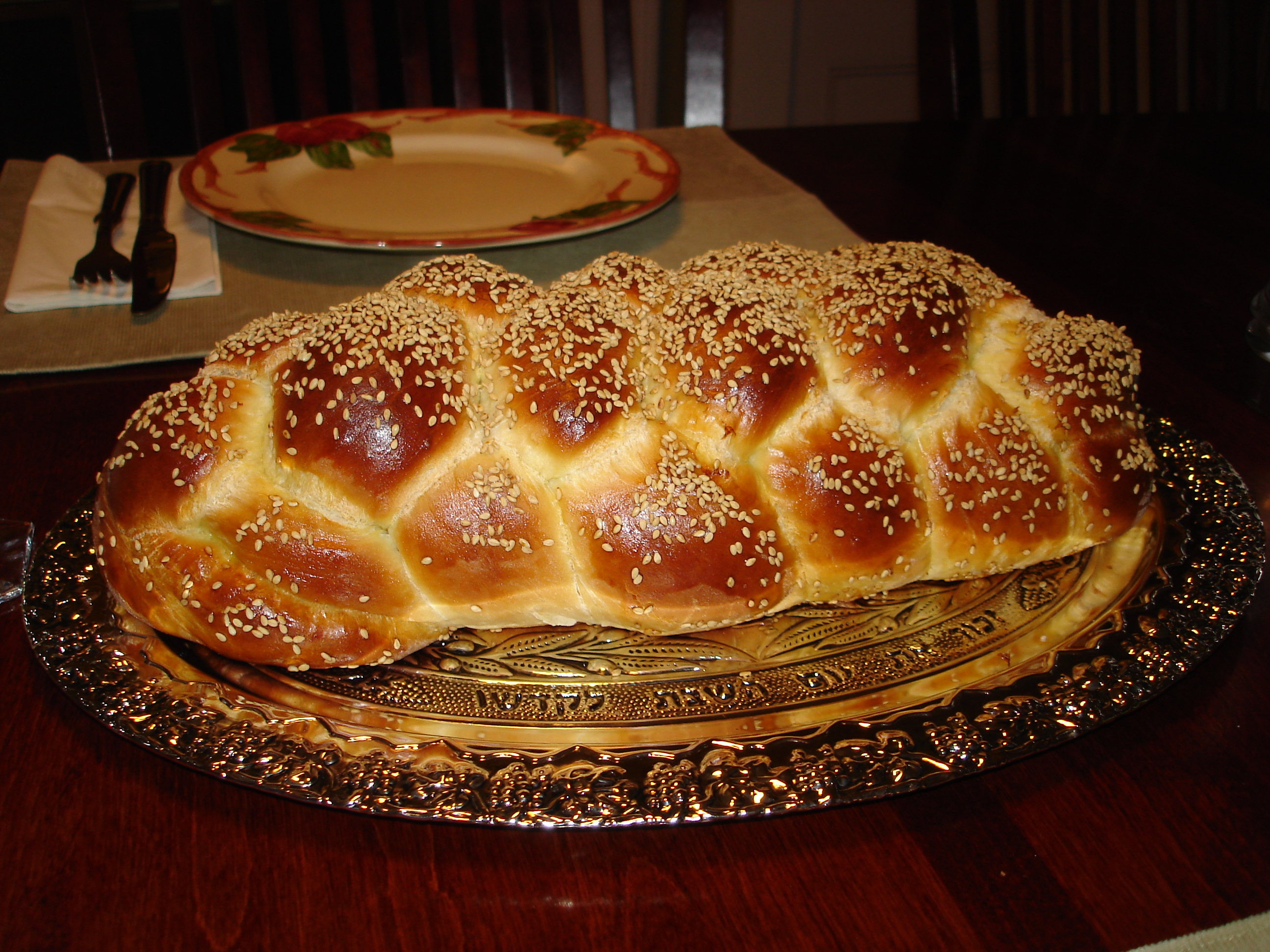
چلا - نوعی نان بافته شده که در شبات پخته می‌شود و در اصل در آشپزی اشکنازی رایج است.

نان بافته شده که در شبات تهیه می‌شود، جشنواره‌های یهودیان یمنی در اسرائیل محبوب شده‌اند و می‌توان آن‌ها را به صورت منجمد در سوپرمارکت‌ها خریداری کرد.
یاخنون خمیری بسیار نازک است که با روغن یا چربی برس خورده و در دمای بسیار پایین به مدت یک شب پخته می‌شود و به‌طور سنتی با سس گوجه‌فرنگی خرد شده یا رنده شده، تخم‌مرغ‌های آب‌پز و ژوگ سرو می‌شود. مالاواخ دایره‌ای نازک از خمیر است که در تابه سرخ می‌شود. کوبنه خمیری است که در شب پخته می‌شود و به‌طور سنتی در صبح شبات سرو می‌شود. لاهو نانی اسفنجی و شبیه پنکیک است که از آرد و آب تخمیر شده تهیه می‌شود و در تابه سرخ می‌شود. یهودیان از اتیوپی نانی مشابه به نام اینجرا از آرد ارزن تهیه می‌کنند.
نان پیتا نانی دو لایه و نان تخت یا جیبی است که در بسیاری از آشپزی‌های خاورمیانه و مدیترانه‌ای سنتی است. این نان به صورت ساده یا با پوششی از کنجد یا سیاه‌دانه یا زعتر پخته می‌شود.
پیتا به روش‌های مختلفی استفاده می‌شود، مانند پر کردن با فلافل، سالاد یا انواع گوشت به عنوان میان‌وعده یا وعده غذایی سریع؛ پر کردن با شنیتسل، سالاد و سیب‌زمینی سرخ‌کرده برای ناهار؛ پر کردن با کرم شکلات به عنوان میان‌وعده برای دانش‌آموزان؛ یا خرد کردن به قطعات برای برداشتن حمص، بادمجان و سایر دیپ‌ها.
لافا نانی بزرگ‌تر و نرم است که با پر کردن فلافل یا شاورما رول می‌شود. گروه‌های قومی مختلف همچنان به پخت نان‌های تخت سنتی ادامه می‌دهند. یهودیان از جمهوری سابق شوروی گرجستان نان تخت لاواش را تهیه می‌کنند.

### شیرینی‌ها، آب‌نبات‌ها و تنقلات

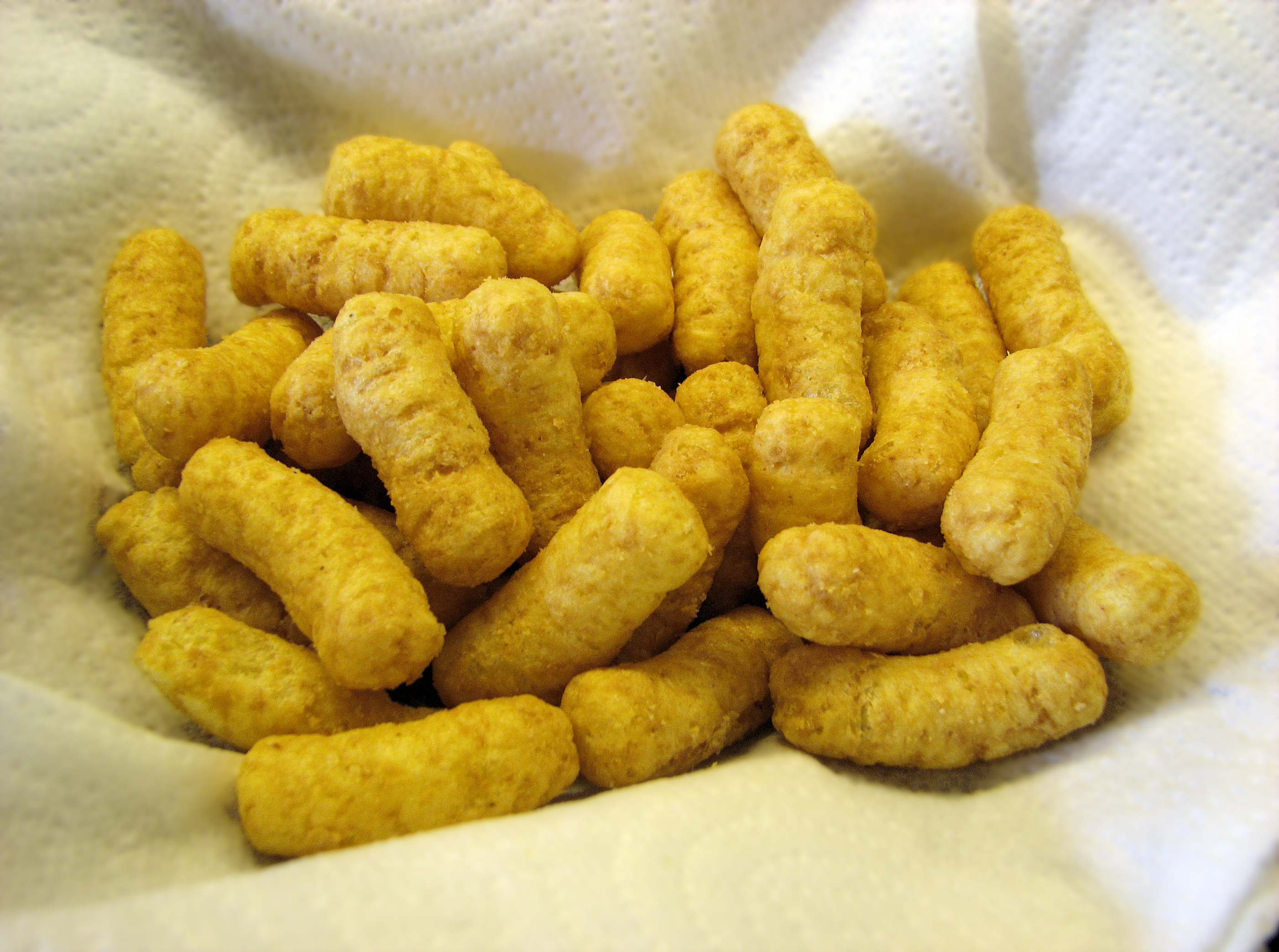
(ذرت پفکی پر شده با کره بادام زمینی)

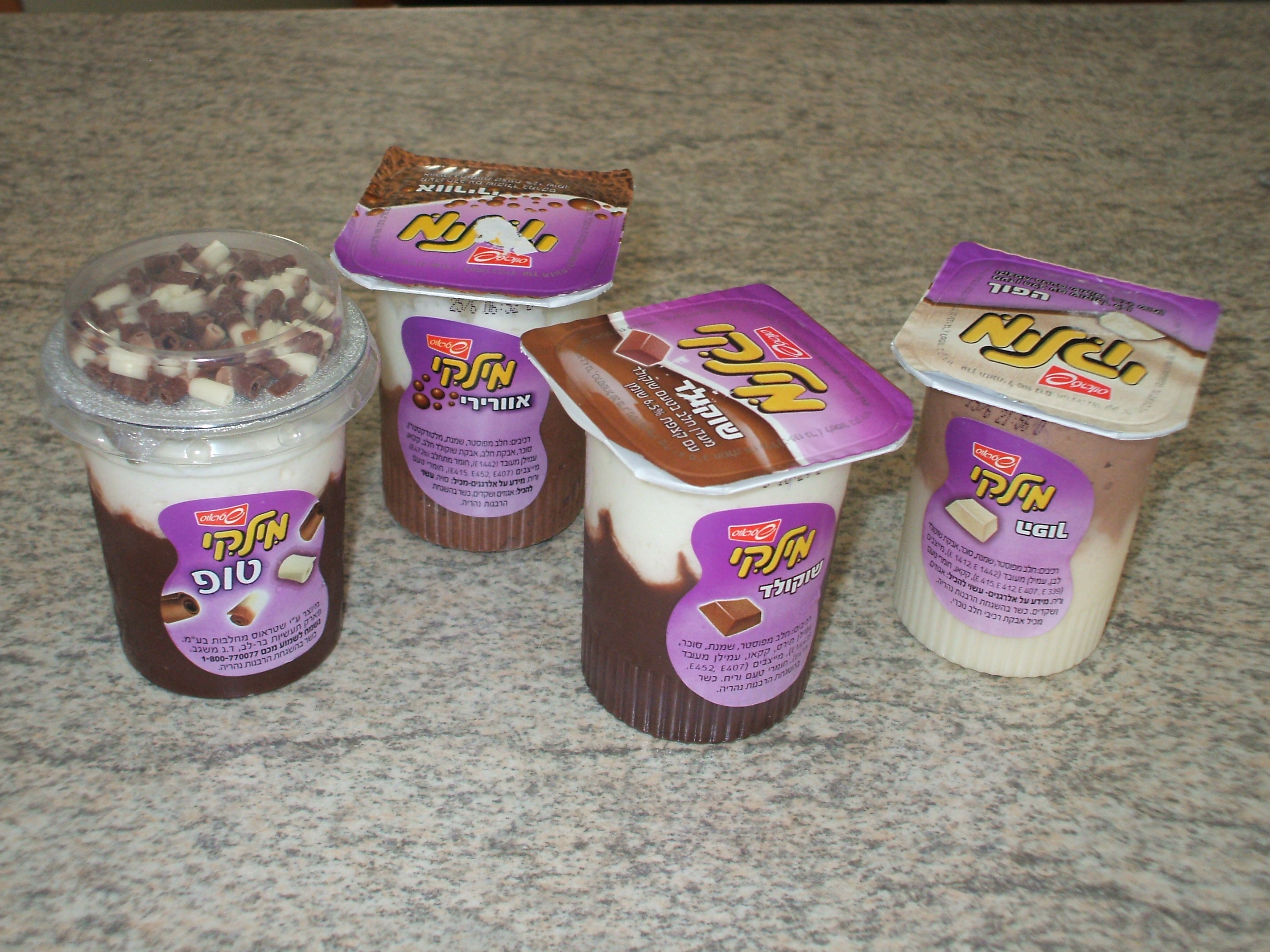
پودینگ شیری با رویه خامه فرم گرفته

باقلوا یک شیرینی پر از مغز است که از خمیر فیلو تهیه شده و با شربت شیرین می‌شود و در جشن‌ها در جوامع یهودی که از خاورمیانه آمده‌اند سرو می‌شود. این شیرینی همچنین معمولاً در رستوران‌ها به عنوان دسر همراه با فنجان‌های کوچک قهوه ترک سرو می‌شود.
کادایف نوعی شیرینی است که از رشته‌های بلند و نازک رشته‌فرنگی پر شده با گردو یا پسته تهیه می‌شود و با شربت شیرین می‌شود؛ این شیرینی در کنار باقلوا سرو می‌شود.
کادایف یک شیرینی است که از رشته‌های نودل نازک درست شده و با گردو یا پسته پر شده و با شربت شیرین می‌شود؛ این شیرینی در کنار باقلوا سرو می‌گردد.
معمول شیرینی‌های کوچک و کره‌ای هستند که با خرما، پسته یا گردو (یا گاهی بادام، انجیر یا پرکننده‌های دیگر) پر می‌شوند.
اوزنه هامن یک خمیر شیرینی است که با مغزهای خرد شده، کشمش، زردآلو خشک، خرما، حلوا یا مربای توت‌فرنگی پر شده و سپس در فر پخته می‌شود، که یک شیرینی مخصوص در پوریم است. شکل مثلثی آن ممکن است تحت تأثیر تصاویر قدیمی از هامان باشد که کلاهی سه‌گوش بر سر داشت.
تخمه آفتابگردان، که گارینیم (به معنای واقعی، دانه‌ها) نامیده می‌شوند، در همه جا، در گردش‌ها، در استادیوم‌ها و در خانه خورده می‌شوند و معمولاً به صورت پوست‌نکنده خریداری شده و با دندان شکسته می‌شوند. آن‌ها را می‌توان از فروشگاه‌ها و دکه‌های بازار که به فروش مغزها و دانه‌ها اختصاص دارند، تازه برشته خریداری کرد و همچنین در سوپرمارکت‌ها به صورت بسته‌بندی شده، همراه با دانه‌های کدو تنبل و هندوانه، پسته و بادام زمینی شکرپوشیده نیز یافت.
بامبا یک خوراکی نرم و با طعم بادام‌زمینی است که مورد علاقه کودکان است و بیسلی یک خوراکی ترد است که از پاستا خشک سرخ‌شده تهیه می‌شود و در طعم‌های مختلفی از جمله باربیکیو، پیتزا، فلافل و پیاز فروخته می‌شود.
ملابی یک پودینگ خامه‌ای است که از ترکیه آمده و با شیر یا شیر بادام (برای نسخه کوشر) و نشاسته ذرت تهیه می‌شود.
این دسر به عنوان غذای خیابانی از دکه‌ها یا دکان‌ها، در لیوان یک‌بار مصرف با شربت غلیظ و تزیینات ترد مختلفی مانند پسته خرد شده یا نارگیل به فروش می‌رسد. محبوبیت آن باعث شده است که سوپرمارکت‌ها آن را در بسته‌های پلاستیکی بفروشند و رستوران‌ها نسخه‌های غنی‌تر و پیچیده‌تری را با استفاده از تزیینات و چاشنی‌های مختلف مانند توت‌ها و میوه‌ها سرو کنند. سهلاب دسر مشابهی است که از ریشه‌های پودر شده ارکیده و شیر تهیه می‌شود.
سالاد هندوانه با پنیر فتا یک دسر محبوب است و گاهی نعناع به سالاد اضافه می‌شود.
کرمبو یک خوراکی مارشمالو پوشیده شده با شکلات است که فقط در زمستان فروخته می‌شود و یک جایگزین بسیار محبوب برای بستنی است. این خوراکی در فویل آلومینیومی رنگارنگ بسته‌بندی شده و شامل یک پایه بیسکویت گرد است که با یک قاشق کرم مارشمالو پوشیده شده و در شکلات پوشانده شده است.
میلکی یک پودینگ لبنی محبوب است که در طعم‌های شکلات، وانیل و کافه موکا با لایه‌ای از خامه زده شده در بالای آن عرضه می‌شود.

### سس‌ها، ادویه‌ها و چاشنی‌ها

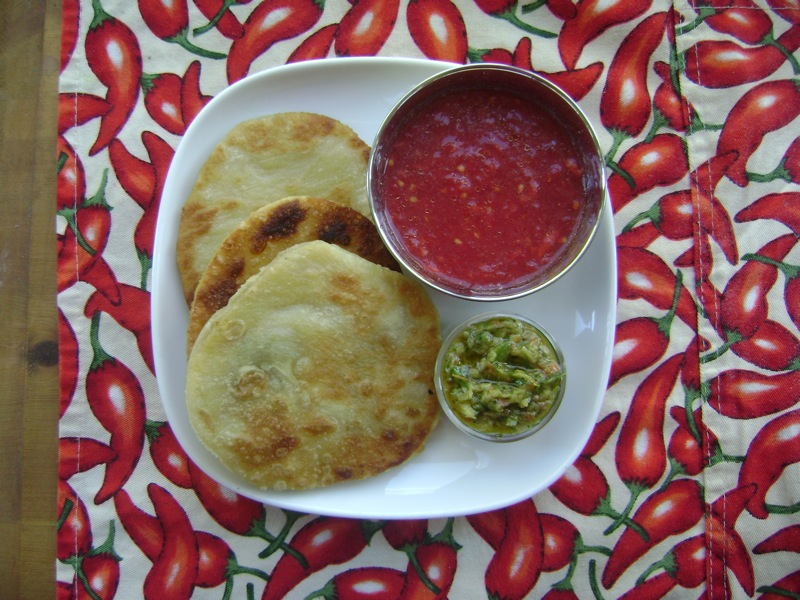
مالاواچ، نوعی نان مسطح که معمولاً توسط یهودیان یمنی تهیه می‌شود

سس‌های تند مبتنی بر فلفل چیلی در غذاهای اسرائیلی بسیار رایج هستند و بر اساس فلفل‌های سبز یا قرمز تهیه می‌شوند. این سس‌ها با پیش‌غذاها، فلافل، خورش‌ها و گوشت‌های کبابی سرو می‌شوند و با حمص و ارده ترکیب می‌شوند. اگرچه این سس‌های تند عمدتاً از مهاجران شمال آفریقا و یمنی نشأت گرفته‌اند، اما اکنون به‌طور گسترده‌ای مصرف می‌شوند.
ژوگ یک سس فلفل تند است که توسط یهودیان یمنی به اسرائیل آورده شده و به یکی از محبوب‌ترین چاشنی‌های اسرائیل تبدیل شده است. این سس به فلافل و حمص اضافه می‌شود و همچنین بر روی ماهی، پنیر سفید، تخم‌مرغ، سالامی یا ساندویچ‌های آووکادو برای افزایشتندی و طعم بیشتر پخش می‌شود.
سایر سس‌های تند تهیه شده از فلفل‌های چیلی و سیر شامل هریسا از آشپزی تونسی و فلفل چما از جامعه یهودی لیبی در اسرائیل هستند.
آمبا یک سس انبه ترشی شده است که توسط یهودیان عراقی معرفی شده و به‌طور معمول به عنوان چاشنی با شاورما، کباب، میوراو یروشالمی و فلافل و سالادهای سبزیجات استفاده می‌شود.
آبمیوه‌های غلیظ تهیه شده از انگور، خرنوب، انار و خرما در مناطق مختلف رایج هستند و در خورش‌ها، سوپ‌ها یا به عنوان تزیین برای دسرهایی مانند ملابی و پودینگ برنج استفاده می‌شوند.
شربت بادام طعم‌دار شده با گلاب یا عرق بهار نارنج یک طعم رایج برای دسرها است و گاهی به کوکتل‌هایی مانند آراک اضافه می‌شود.
سماق، یک ادویه قرمز تیره است که با آسیاب کردن توت‌های خشک بوتهخ سماق، که بومی خاورمیانه است، به صورت پودر درشت تهیه می‌شود.

### نوشیدنی‌ها

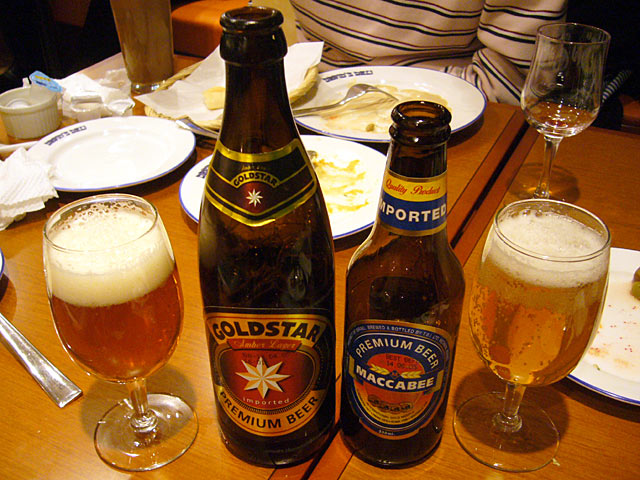
انواع آبجوهای اسرائیلی

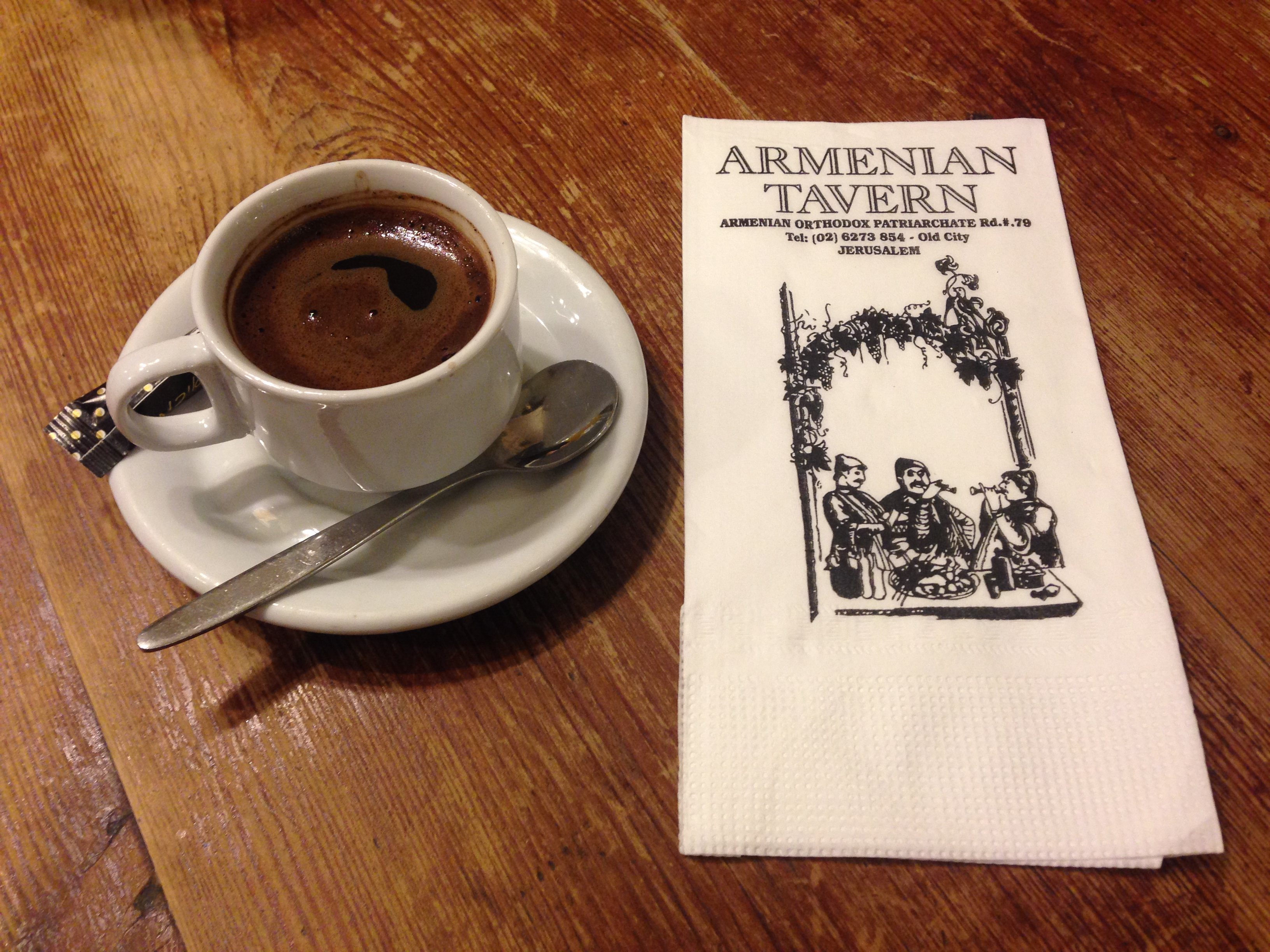
قهوه به سبک ترکی در اورشلیم

در اسرائیل، فرهنگ قهوه‌نوشی بسیار قوی است. قهوه به صورت فوری (نس)، آیس کافی، لاته (حفوخ)، اسپرسو به سبک ایتالیایی یا قهوه ترک تهیه می‌شود که گاهی با هل طعم‌دار می‌شود (هل). نویسندگان، هنرمندان و موسیقی‌دانان یهودی از آلمان و اتریش که قبل از جنگ جهانی دوم به اسرائیل مهاجرت کردند، مدل کافه وین با دکوراسیون سنتی، جو آرام، قهوه و شیرینی‌های آن را معرفی کردند.
کافه‌ها در همه جا در مناطق شهری وجود دارند و به عنوان مکان‌هایی برای ملاقات و اجتماعی شدن و انجام کسب و کار عمل می‌کنند. تقریباً همه آن‌ها خوراکی‌های پخته شده و ساندویچ‌ها را سرو می‌کنند و بسیاری نیز وعده‌های غذایی سبک را ارائه می‌دهند. کافه‌های زنجیره‌ای و هم کافه‌های محلی در محله‌ها وجود دارند. بیشتر آن‌ها دارای فضای بیرونی هستند تا از آب و هوای مدیترانه‌ای اسرائیل بهره‌برداری کنند. تل آویو به ویژه به خاطر فرهنگ کافه‌نشینی خود شناخته شده است.
چای نیز نوشیدنی‌ای است که به‌طور گسترده‌ای مصرف می‌شود و در کافه‌ها سرو گشته و در خانه نوشیده می‌شود. چای به روش‌های مختلفی تهیه می‌شود، از چای سیاه روسی و ترکی ساده با شکر، تا چای با لیمو یا شیر و چای به سبک خاورمیانه با نعناع (نانا) که به عنوان یک گزینه رایج در اکثر رستوران‌ها موجود است. چای با گلاب نیز رایج است.
لیمونانا، نوعی لیموناد است که از لیموهای تازه‌فشرده و نعناع تهیه می‌شود و در اوایل دهه ۱۹۹۰ در اسرائیل ابداع شده و به یک خوراکی تابستانی در سراسر خاورمیانه تبدیل شده است.
ریمونانا شبیه لیمونانا است و از آب انار و نعناع تهیه می‌شود.
سهلاب یک پودینگ نوشیدنی است که زمانی از پیاز پودر شده ارکیده تهیه می‌شد اما امروزه معمولاً با نشاسته ذرت درست می‌شود. این نوشیدنی معمولاً در بازارها یا توسط فروشندگان خیابانی، به ویژه در زمستان فروخته می‌شود و با دارچین و پسته خرد شده تزئین می‌شود.
آبجو مالت، که به عنوان آبجوی سیاه (בִירָה שְחוֹרָה، بیره شخورا) شناخته می‌شود، یک نوشیدنی غیر الکلی است که از زمان‌های پیش از تأسیس اسرائیل در این کشور تولید می‌شود. گلدستار و مکابی از آبجوهای اسرائیلی هستند. اخیراً برخی از کارخانه‌های آبجوسازی کوچک شروع به تولید برندهای جدید آبجو، مانند Dancing Camel, Negev, و Can'an کرده‌اند.
آراک یک نوشیدنی الکلی لبنانی (~40–63% Alc. Vol. /~80–126 proof) از خانواده نوشیدنی‌های انیس است که در اسرائیل و در سراسر خاورمیانه رایج است. این نوشیدنی شفاف، بی‌رنگ و بدون شکر است که طعم انیسون دارد و به عنوان یک آپرکتیف نیز شناخته می‌شود.
این نوشیدنی معمولاً به صورت خالص یا مخلوط با یخ و آب سرو می‌شود که باعث می‌شود رنگ آن به رنگ شیری تبدیل شود. گاهی نیز با آب‌میوه گریپ‌فروت مخلوط می‌شود تا کوکتلی به نام آراک اشکولیت ایجاد کند.
سایر مشروبات الکلی، برندی و مشروبات الکلی را می‌توان در سراسر کشور و در بسیاری از روستاها و شهرها یافت.

### شراب

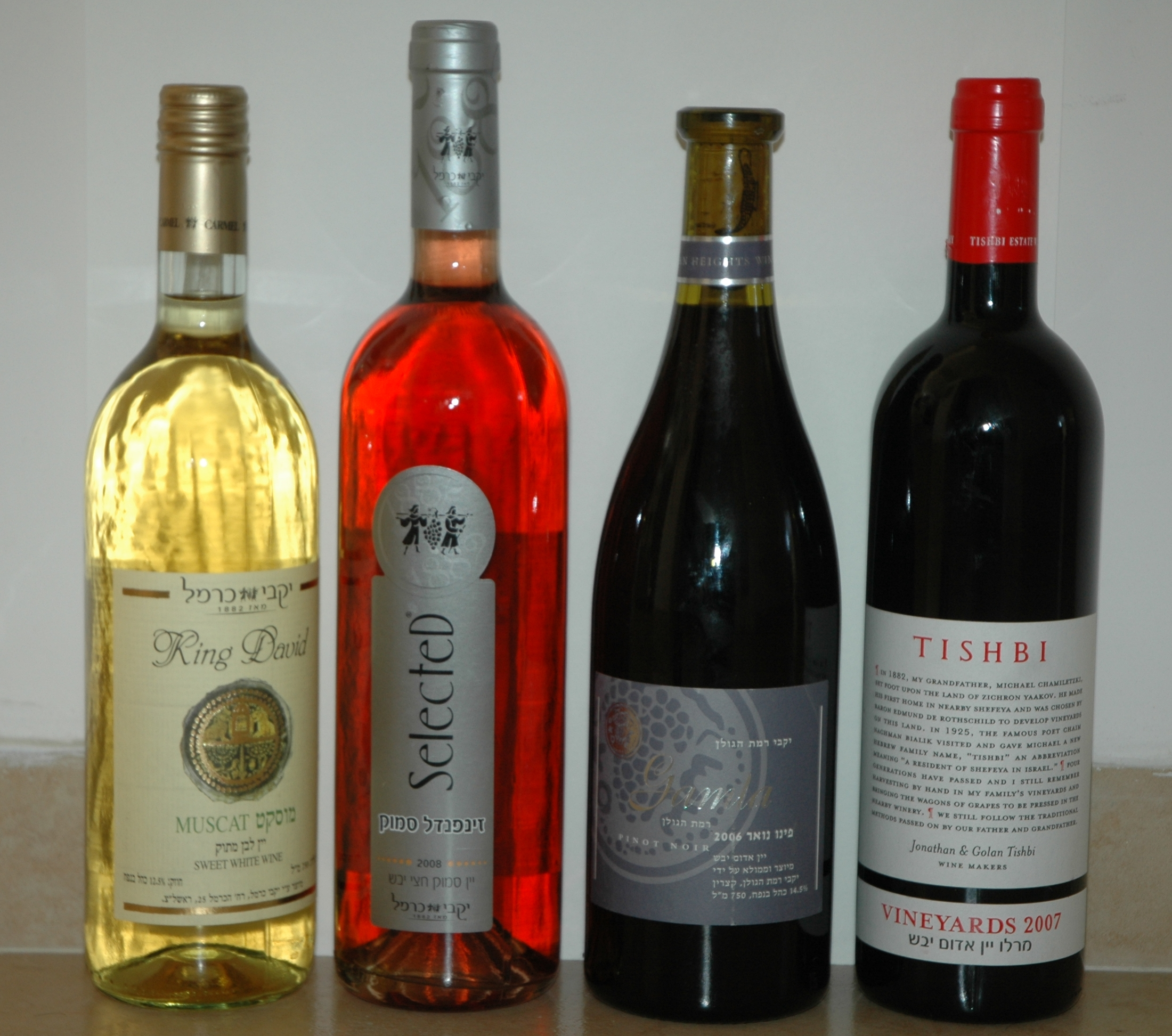
انواع شراب‌های اسرائیلی از کارخانه شراب‌سازی کارمل، کارخانه شراب‌سازی تشبی و کارخانه شراب‌سازی جولان هایتس

اکثریت قریب به اتفاق اسرائیلی‌ها شراب را در حد اعتدال می‌نوشند و تقریباً همیشه در وعده‌های غذایی یا مناسبت‌های اجتماعی از آن استفاده می‌کنند.. اسرائیلی‌ها به‌طور متوسط حدود ۶٫۵ لیتر شراب در سال به ازای هر نفر می‌نوشند که نسبت به سایر کشورهای مدیترانه‌ای که شراب می‌نوشند، کم است، اما میزان مصرف سرانه از دهه ۱۹۸۰ به دلیل افزایش تولید شراب با کیفیت بالا در اسرائیل به منظور تأمین تقاضا، به ویژه برای شراب‌های نیمه‌خشک و خشک، در حال افزایش است. علاوه بر شراب‌های اسرائیلی، تعداد فزاینده‌ای از شراب‌ها از فرانسه، ایتالیا، استرالیا، ایالات متحده، شیلی و آرژانتین وارد می‌شوند.
بیشتر شراب‌های تولید شده و مصرف شده از دهه ۱۸۸۰، شراب‌های شیرین و شراب کوشر بودند که با تأسیس شرکت شراب کارمل آغاز شد، تا دهه ۱۹۸۰، زمانی که پس از معرفی اولین شراب کارخانه شراب‌سازی ارتفاعات جولان، شراب‌های خشک یا نیمه‌خشک بیشتری تولید و مصرف شدند. این کارخانه شراب‌سازی اولین شراب‌هایی را که بر روی کشت و تولید شراب از کابِرنه ساوینیون، مرلو، ساوینیون بلان، شاردونه، پینوت نوآر، ریسلینگ سفید و گوورزترامینر تمرکز داشت، تولید کرد. این شراب‌ها کوشر هستند و در مسابقات بین‌المللی مدال‌های نقره و طلا کسب کرده‌اند.
شراب اسرائیلی اکنون توسط صدها کارخانه شراب‌سازی تولید می‌شود که از کارخانه‌های کوچک بوتیک در روستاها تا شرکت‌های بزرگ که بیش از ۱۰ میلیون بطری در سال تولید می‌کنند و به سراسر جهان صادر می‌شوند، متغیر است.
شراب‌های تهیه شده از میوه‌های غیر از انگور مانند انجیر، گیلاس، انار، کارا و خرما نیز در این کشور رایج هستند.

### غذاهای غیر کوشر
در اسرائیل کثرت‌گرا، غذاهایی که در قوانین غذایی یهودی (کاشروت) و قوانین غذایی مسلمانان (حلال) به‌طور مختلف ممنوع شده‌اند، ممکن است در آشپزی متنوع این کشور گنجانده شوند. اگرچه بخشی از آن‌ها به‌طور قانونی محدود شده‌اند، گوشت خوک و صدف‌ها در بسیاری از رستوران‌های غیرکوشر موجود است (تنها حدود یک سوم رستوران‌های اسرائیل مجوز کوشر دارند) و برخی فروشگاه‌ها در سراسر کشور، از جمله زنجیره‌های سوپرمارکت Maadaney Mizra, Tiv Ta'am و Maadanei Mania که به‌طور گسترده‌ای پخش شده‌اند.
یک اصطلاح مدرن عبری برای گوشت خوک، «گوشت سفید» است. با وجود محدودیت‌های مذهبی یهودی و مسلمان در مصرف گوشت خوک، مصرف گوشت خوک به ازای هر نفر در سال 2009 ۲٫۷ کیلوگرم (۶٫۰ پوند) بود.
یک نظرسنجی در سال ۲۰۰۸ گزارش داد که حدود نیمی از یهودیان اسرائیلی همیشه کاشروت را رعایت نمی‌کنند. تساهل غیرمعمول اسرائیل نسبت به محدودیت‌های مذهبی غذایی خود ممکن است از این واقعیت ناشی شود که برخی از کتاب‌های آشپزی عبری یسرائیل آهرونی در دو نسخه منتشر می‌شوند: نسخه‌های کوشر و غیرکوشر.

## بیرون غذا خوردن

### غذاهای خیابانی
در اسرائیل، مانند بسیاری از کشورهای دیگر خاورمیانه، «غذای خیابانی» نوعی فست فود است که گاهی به معنای واقعی کلمه در حالی که در خیابان ایستاده‌اید، خورده می‌شود، در حالی که در برخی موارد مکان‌هایی برای نشستن وجود دارد. در زیر برخی از غذاهایی که معمولاً به این روش خورده می‌شوند، آورده شده است:

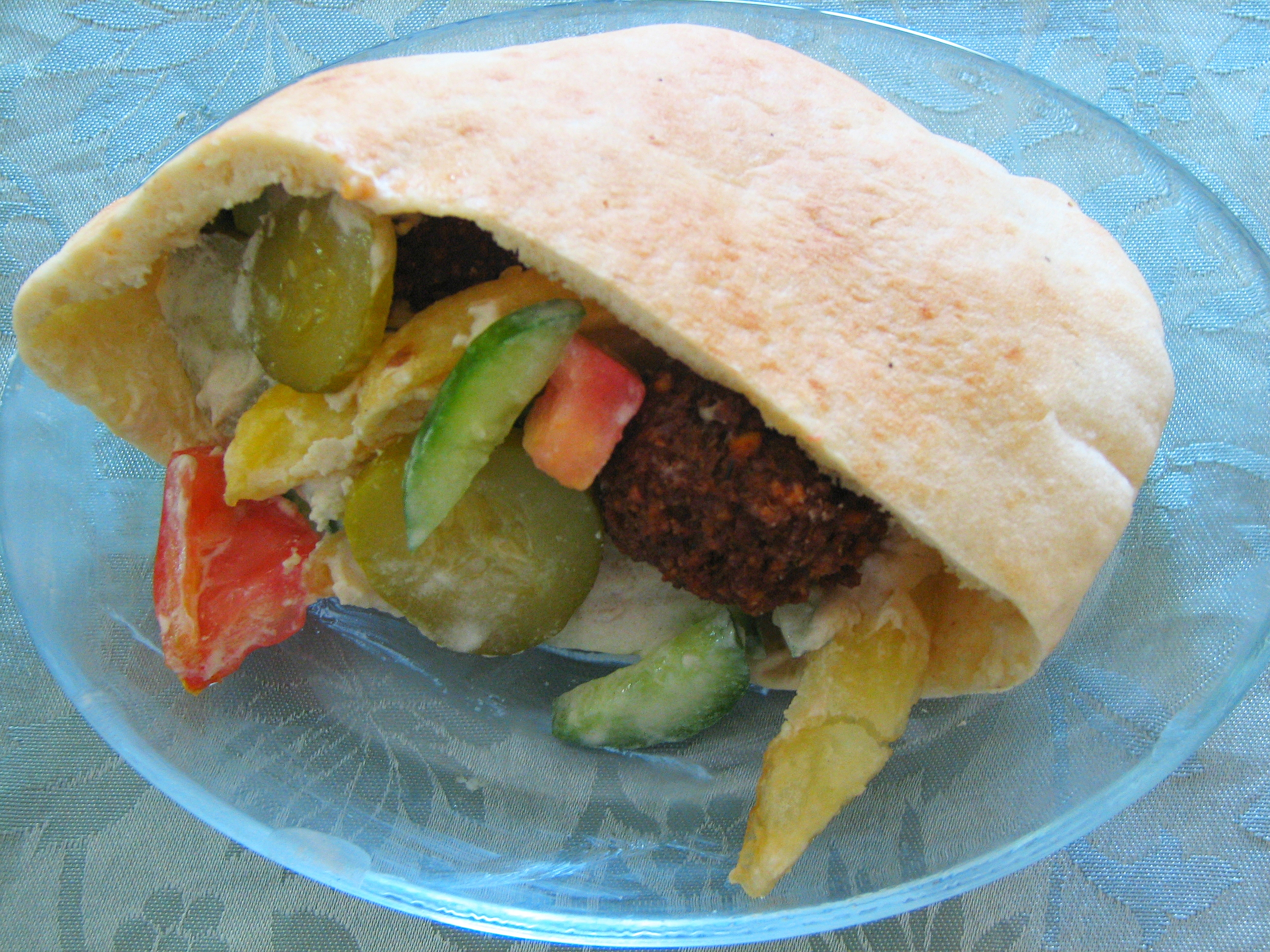
فلافل در نان پیتا با سبزیجات و چاشنی‌های مختلف

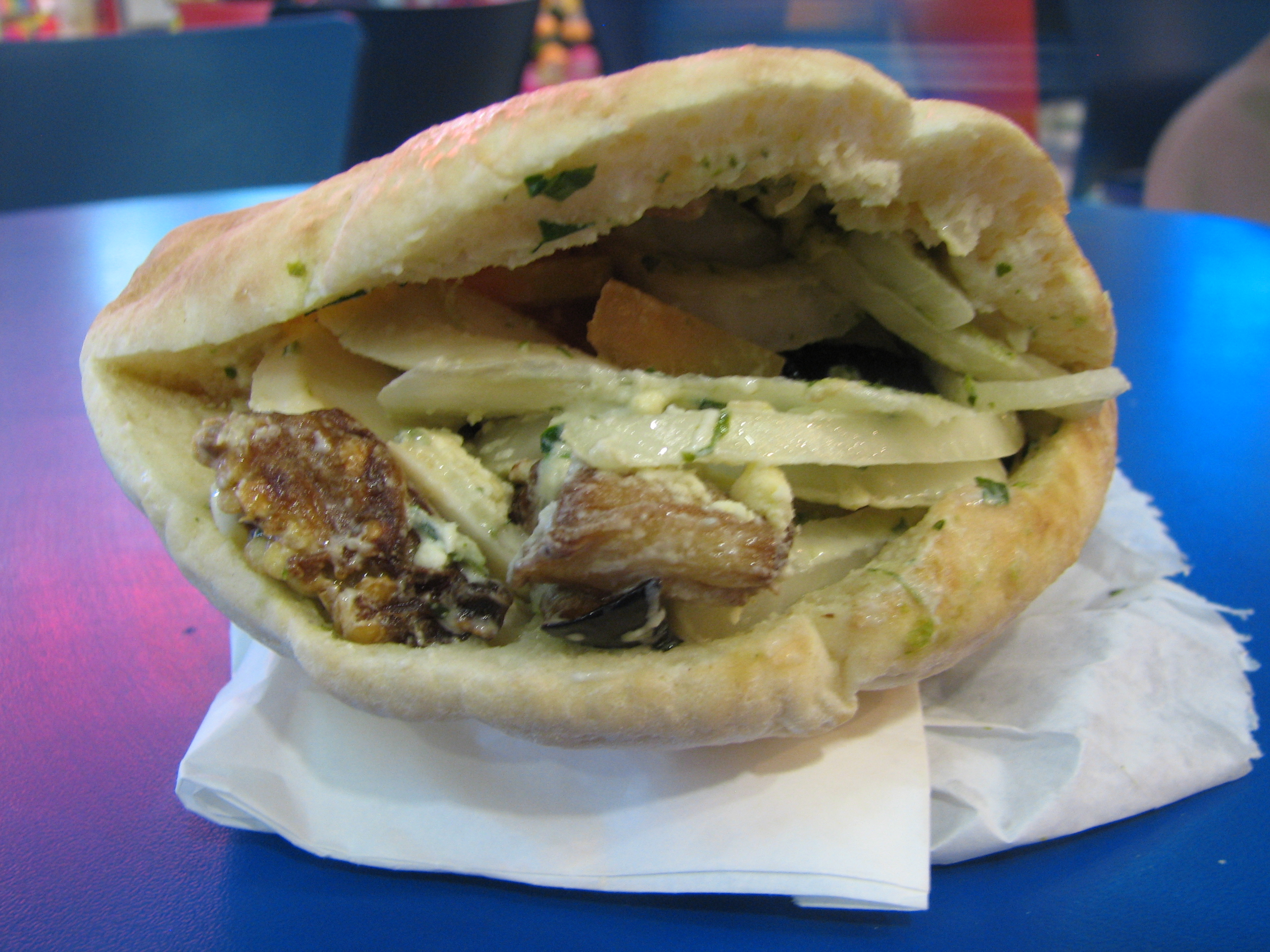
سابیچ - نوعی ساندویچ پیتا که به‌طور سنتی توسط یهودیان عراقی تهیه می‌شود

فلافل توپک‌ها یا کباب‌های سرخ شده‌ای از نخود یا باقالی ادویه‌دار و له شده هستند و یکی از غذاهای خیابانی رایج در خاورمیانه به‌شمار می‌روند که با آشپزی اسرائیلی شناخته شده‌اند. فلافل معمولاً در نان پیتا سرو می‌شود و با ترشی، ارده، حمص، سالاد سبزیجات خرد شده و اغلب حریرف، یک سس تند، همراه است که نوع آن بسته به منبع تهیه‌کننده فلافل متفاوت است.
تنوع گوناگونی از فلافل وجود دارد که شامل فلافل سبز است که شامل جعفری و گشنیز می‌باشد، فلافل قرمز که با فلفل چومه تهیه می‌شود، فلافل زرد که با زردچوبه تهیه می‌گردد و فلافل پوشیده شده با دانه کنجد است.
شاورما (از çevirme به معنای «چرخش» در ترکی) معمولاً در اسرائیل با بوقلمون تهیه می‌شود و چربی بره به آن اضافه می‌گردد. گوشت شاورما برش داده شده و مزه‌دار می‌شود و سپس بر روی یک سیخ بزرگ چرخان کباب می‌شود.
گوشت پخته شده از روی سیخ تراشیده می‌شود و در نان پیتا با حمص و ارده یا با تزیینات اضافی مانند حلقه‌های پیاز تازه یا سرخ شده، سیب‌زمینی سرخ‌کرده، سالاد و ترشی‌ها قرار می‌گیرد. نسخه‌های رستوران‌های باکیفیت‌تر بر روی نان تخت باز، لافا، با نوارهای استیک، بادمجان کبابی و سالادها سرو می‌شوند.
شکشوکا، که در اصل صبحانه‌ای برای کارگران است که توسط یهودیان شمال آفریقا در اسرائیل محبوب شده، به سادگی از تخم‌مرغ‌های سرخ شده در سس گوجه‌فرنگی تند تهیه می‌شود و می‌توان از سایر مواد گیاهی یا سوسیس به دلخواه در آن استفاده کرد.
شکشوکا معمولاً در همان تابه‌ای که پخته می‌شود سرو می‌گردد و با برش‌های ضخیم نان سفید برای جذب سس و در کنار آن با سالاد همراه است. انواع مدرن شامل دستوری ملایم‌تر است که با اسفناج و فتا بدون سس گوجه‌فرنگی تهیه می‌شود و شکشوکای تند که شامل فلفل‌های شیرین و تند و گشنیز است. شکشوکا در پیتا شکشوکا بی پیتا نامیده می‌شود.
کباب مخلوط اورشلیم، یا می‌اوراو یروشلمی، شامل کباب مخلوطی از جگر مرغ و گوشت بره با پیاز، سیر و ادویه‌جات است. این غذا یکی از محبوب‌ترین و سودآورترین غذاهای خیابانی در اورشلیم به‌شمار می‌رود. اگرچه منشأ این غذا در اورشلیم است، اما امروزه در تمام شهرها و روستاهای اسرائیل رایج است.
بگِل اورشلیم، برخلاف بگِل‌های گرد و آب‌پز و پخته شده که توسط یهودیان آشکنازی محبوب شده‌اند، شکل بلند و بیضی دارند و از خمیر نان تهیه می‌شوند. این بگِل‌ها با زعتر یا دانه کنجد پوشانده شده و نرم، چسبناک و شیرین هستند. آن‌ها به عنوان یک تنقلات محبوب برای تماشاگران مسابقات فوتبال تبدیل شده‌اند و همچنین در هتل‌ها و در خانه سرو می‌شوند.
ملابی یک پودینگ خامه‌ای است که از ترکیه نشأت گرفته و با شیر یا خامه و نشاسته ذرت تهیه می‌شود. این دسر به عنوان غذای خیابانی از دکه‌ها یا غرفه‌ها فروخته می‌شود و در فنجان‌های یک‌بار مصرف با شربت شیرین غلیظ و تزیینات ترد مختلفی مانند پسته خرد شده یا نارگیل سرو می‌شود. محبوبیت آن باعث شده است که سوپرمارکت‌ها آن را در بسته‌های پلاستیکی بفروشند و رستوران‌ها نسخه‌های غنی‌تر و پیچیده‌تری با استفاده از تزیینات و garnishes مختلف مانند توت‌ها و میوه‌ها ارائه دهند. سحلب دسر مشابهی است که از ریشه‌های پودری ارکیده‌ها و شیر تهیه می‌شود.
سابیخ یک ساندویچ سنتی است که توسط یهویان مزراحی به اسرائیل معرفی شده و در کیوسک‌های سراسر کشور، به ویژه در رمت گان، جایی که برای اولین بار معرفی شد، فروخته می‌شود. سابیخ یک پیتا است که با بادمجان سرخ شده، تخم‌مرغ آب‌پز، سالاد، ارده و ترشی پر شده است.
ساندویچ تونسی معمولاً از یک باگت با پرکننده‌های مختلفی تهیه می‌شود که ممکن است شامل تن ماهی، تخم‌مرغ، لیمو ترشی، سالاد و فلفل سبز تند سرخ شده باشد.

### مکان‌هایی برای غذا خوردن

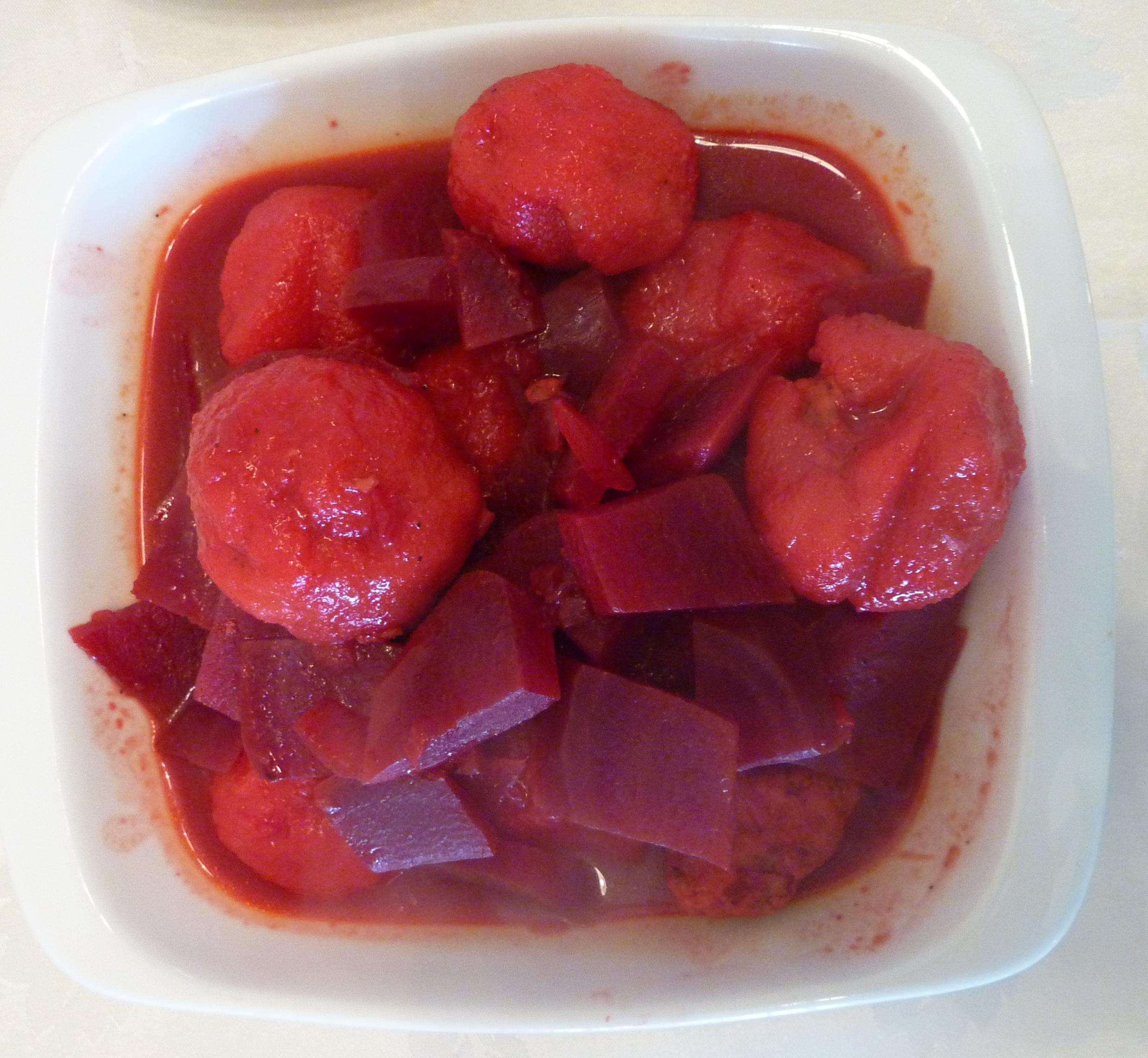
کبه - نوعی خورش چغندر که به‌طور سنتی توسط یهودیان عراقی تهیه می‌شود

در اسرائیل هزاران رستوران، غذاخوری‌های غیررسمی، کافه‌ها و بارها وجود دارد که انتخاب‌های گسترده‌ای در زمینه غذا و سبک‌های آشپزی ارائه می‌دهند. مکان‌های غذاخوری که به‌طور خاص اسرائیلی هستند شامل موارد زیر می‌شوند:
ایستگاه‌های فلافل یا کیوسک‌ها در هر محله‌ای رایج هستند. فروشندگان فلافل برای متمایز شدن از رقبای خود با هم رقابت می‌کنند و این منجر به ارائه ویژه اضافی مانند چیپس، بادمجان سرخ شده، سالاد و ترشی‌ها با قیمت یک وعده فلافل می‌شود.
حمصیه (Hummusia) رستورانی است که عمدتاً حمص را با انتخاب محدودی از مخلفات مانند ارده، تخم‌مرغ آب‌پز، فلافل، پیاز، ترشی، سس لیمو و سیر و نان پیتا یا نان تابون ارائه می‌دهد.
می‌ساده می‌زراهیت (به معنای واقعی "رستوران شرقی") به رستوران‌های یهودیان مزراحی، خاورمیانه‌ای یا عربی اشاره دارد. این رستوران‌ها محبوب و نسبتاً ارزان معمولاً مجموعه‌ای از سالادهای مزه را ارائه می‌دهند که با گوشت کبابی و سیب‌زمینی سرخ‌کرده و دسر ساده‌ای مانند موس شکلاتی همراه است.
استیک‌یات کباب‌فروشی‌هایی هستند که مرغ، بوقلمون یا گوشت بره را به‌صورت استیک، شیشلیک، کباب و حتی کباب مخلوط اورشلیم در نان پیتا یا نان تابون به فروش می‌رسانند.

## آشپزی تعطیلات

### روز سبت

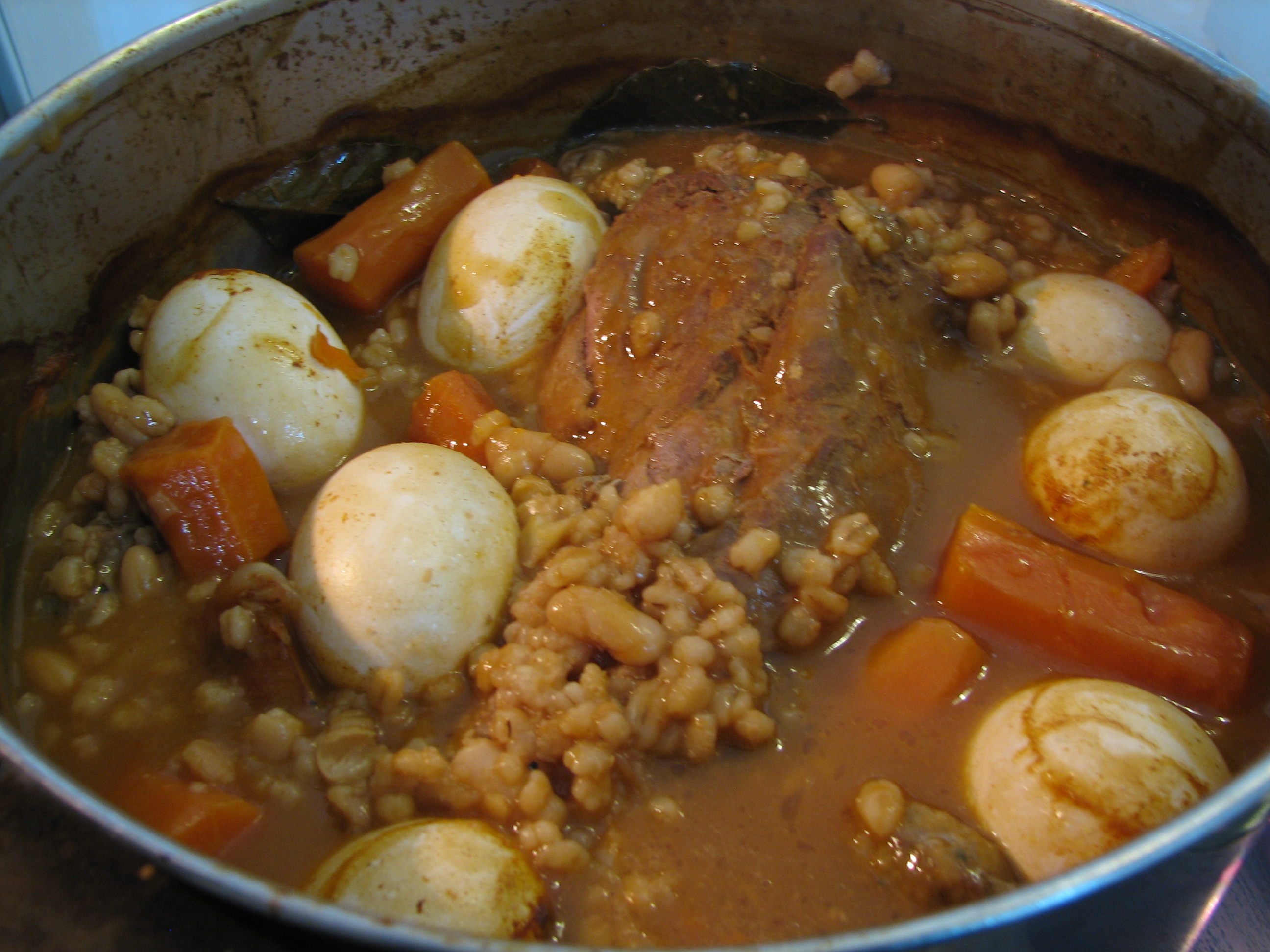
چولنت (یا هامین)، یک خورش سنتی آرام‌پز که توسط یهودیان اشکنازی و سفاردی برای شبات تهیه می‌شود

شام‌های شب جمعه (شب شبات) معمولاً وعده‌های غذایی خانوادگی و اجتماعی هستند. به همراه غذاهای محبوب خانوادگی و با توجه به زمینه قومی، غذاهای سنتی مانند نان چالاه، سوپ مرغ، سالادها، خوراک‌های مرغ یا گوشت و کیک‌ها یا میوه‌ها برای دسر سرو می‌شود.
ناهار شبات نیز یک وعده اجتماعی مهم است. از زمان‌های باستان، جوامع یهودی در سرتاسر جهان خورش‌های گوشتی را ابداع کرده‌اند که قبل از روشن کردن شمع‌ها که نشان‌دهنده آغاز شبات در شب جمعه است، شروع به پخت می‌کنند تا با مقررات مذهبی برای رعایت شبات مطابقت داشته باشند.
در اسرائیل مدرن، این وعده غذایی مملو از تنوع‌های مختلف، هنوز در روز شبات خورده می‌شود، نه تنها در خانه‌های مذهبی، بلکه در برخی رستوران‌ها نیز در طول هفته سرو می‌شود.
مواد اولیهٔ این غذا گوشت و لوبیا یا برنج است که از شب قبل روی اجاق گاز یا بلچ (blech) یا در فر با حرارت ملایم پخته شده‌اند. چولنت اشکنازی معمولاً شامل گوشت، سیب‌زمینی، جو و لوبیا و گاهی کیشکه و چاشنی‌هایی مانند فلفل و پاپریکا است.
هامین یهودیان سفاردی شامل مرغ یا گوشت، برنج، لوبیا، سیر، سیب‌زمینی‌های شیرین یا معمولی، ادویه‌هایی مانند زردچوبه و دارچین و تخم‌مرغ‌های کامل در پوست معروف به هامینادوس است.
یهودیان مراکشی انواع مختلفی از این غذا به نام دافینا یا سخینه (یا س′خینه) با گوشت، پیاز، مغز استخوان، سیب‌زمینی، نخود، دانه‌های گندم، تخم‌مرغ و ادویه‌هایی مانند زردچوبه، زیره، پاپریکا و فلفل تهیه می‌کنند. یهودیان عراقی تبیط را با استفاده از مرغ و برنج آماده می‌کنند.
برای دسرها یا گردهمایی‌های غیررسمی در شبات، نان‌پزهای خانگی هنوز در روزهای جمعه انواع مختلفی از کیک‌ها را می‌پزند تا در شبات از آنها لذت ببرند، یا از نانوایی‌ها یا فروشگاه‌ها خریداری می‌کنند، کیک‌هایی مانند کیک اسفنجی، کیک سمولینا با طعم مرکبات، بابکا دارچینی یا شکلاتی و کیک‌های میوه و آجیلی.

### روش هشانا

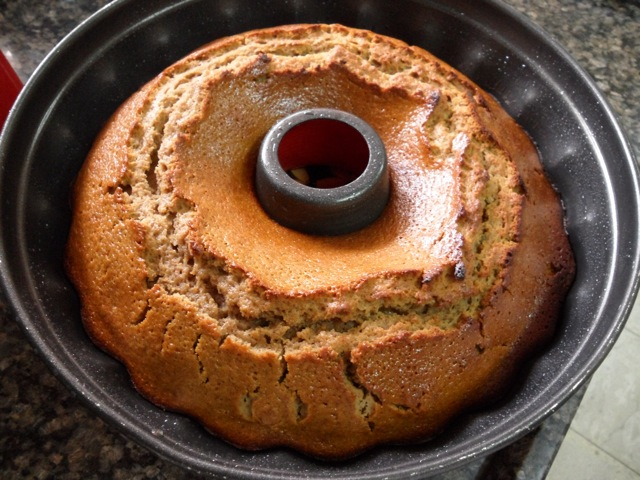
لِکاچ - کیکی که به‌طور سنتی در آشپزی اشکنازی برای روش هشانا تهیه می‌شود

روش هشانا، سال نو یهودی، با وعده‌های غذایی جشنواره‌ای خانوادگی و غذاهای نمادین به‌طور گسترده‌ای جشن گرفته می‌شود. شیرینی تم اصلی است و شام‌های روش هشانا معمولاً با سیب‌های غوطه‌ور در عسل آغاز می‌شود و با کیک عسل به پایان می‌رسد.
چالاه معمولاً گرد است، اغلب با کشمش تزئین شده و روی آن عسل ریخته می‌شود و با سایر میوه‌ها و سبزیجات نمادین، مانند انار، هویج، تره و چغندر به عنوان پیش‌غذا خورده می‌شوند.
غذاهای ماهی که نماد فراوانی هستند، در این جشن سرو می‌شوند؛ به عنوان مثال، ماهی گفیلت برای اشکنازی‌ها سنتی است، در حالی که یهودیان مراکشی غذاهای ماهی تند به نام خرایم را تهیه می‌کنند.
کیک عسل (لکاچ) معمولاً به عنوان دسر سرو می‌شود و با چای یا قهوه همراه است. غذاهایی که با آب انار پخته می‌شوند در این دوره رایج هستند.

### حنوکا

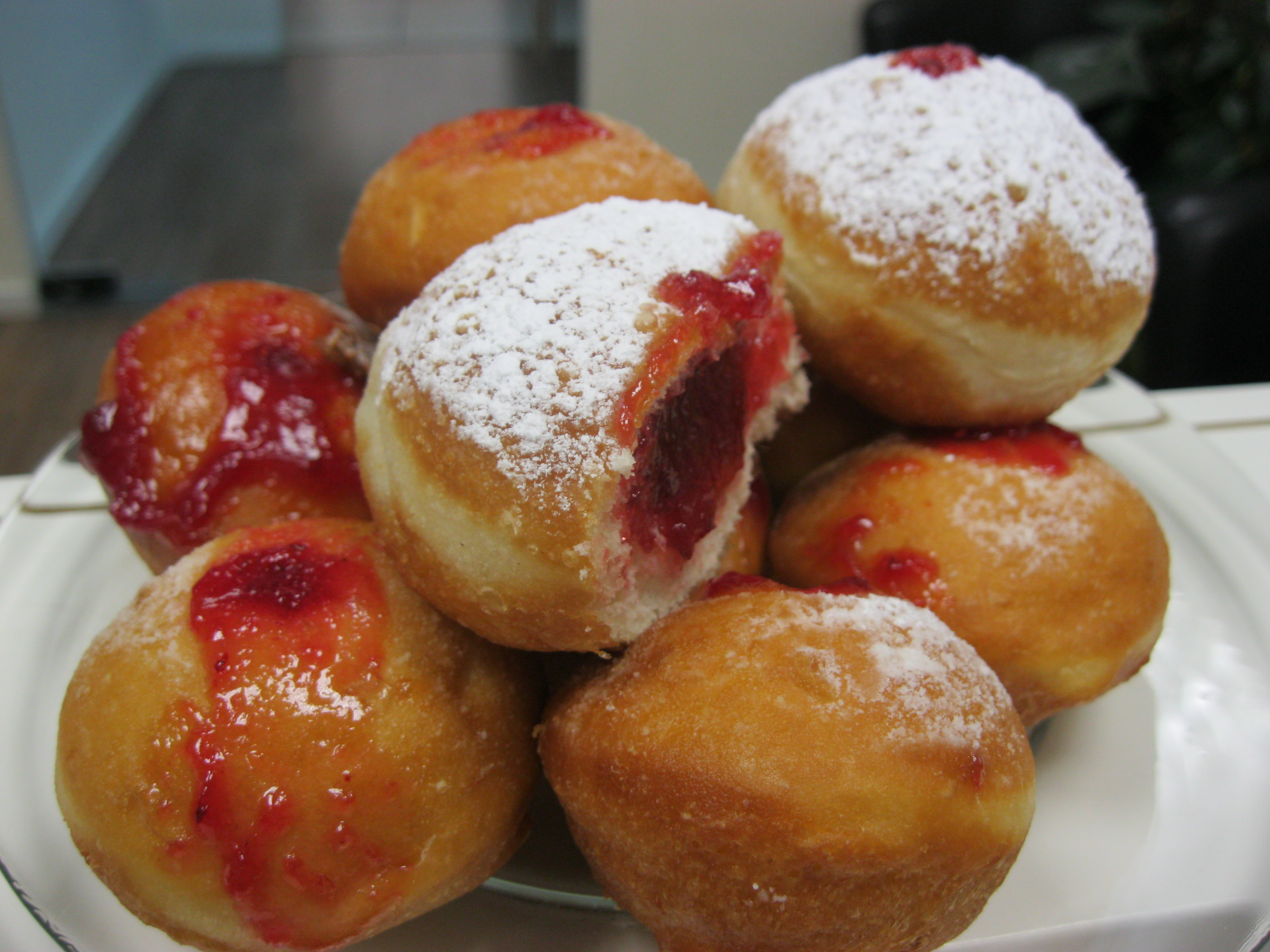
دونات‌های گرد سوفگانیوت - دونات‌های گرد ژله‌ای که به‌طور سنتی در آشپزی اشکنازی در طول جشن حنوکا تهیه می‌شوند.

جشن حنوکا با مصرف غذاهای سنتی غذاهای حنوکا که در روغن سرخ می‌شوند، جشن گرفته می‌شود تا معجزه‌ای را که در آن مقدار کمی روغن کافی برای یک روز به مدت هشت روز دوام آورد، گرامی بدارند.
دو غذای محبوب حنوکا، پنکیک‌های سیب‌زمینی لویوت، که به نام ییدیش لاتکه نیز شناخته می‌شوند، و دونات‌های ژله‌ای هستند که در زبان عبری به عنوان سوفگانیوت، در زبان ییدیش به عنوان پونتشکِس یا در زبان لادینو به عنوان بیموئلو شناخته می‌شوند، زیرا این دونات‌ها در روغن سرخ می‌شوند.
پنکیک‌های حنوکا از مواد مختلفی تهیه می‌شوند، از سیب‌زمینی یا پنیر سنتی گرفته تا نوآوری‌های مدرن‌تر، از جمله ذرت، اسفناج، کدو و سیب‌زمینی شیرین.
نانوایی‌های اسرائیل علاوه بر ژله توت‌فرنگی، انواع جدیدی از مواد پرکننده برای سفگانیوت را رواج داده‌اند، که شامل کرم شکلاتی، وانیلی یا کاپوچینو و غیره می‌شود. در سال‌های اخیر، سفگانیوت‌های کوچک‌تر نیز به دلیل نگرانی‌های مربوط به کالری ظاهر شده‌اند.

### تو بیشوات

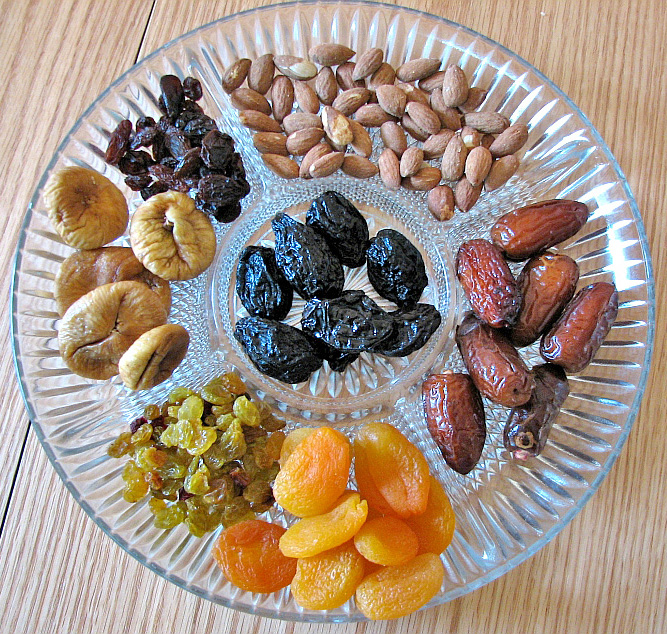
میوه‌های خشک و بادام، که معمولاً در تو بیشوات خورده می‌شوند

تو بی‌شوات یک تعطیلات یهودی کوچک است که معمولاً در اواخر ژانویه یا اوایل فوریه برگزار می‌شود و «سال نو درختان» را نشان می‌دهد. آداب و رسوم آن شامل کاشت درختان و خوردن میوه‌های خشک و آجیل، به ویژه انجیر، خرما، کشمش، خسک و بادام است.
بسیاری از اسرائیلی‌ها، چه مذهبی و چه سکولار، این روز را با یک سِدِر تو بیشواتِ الهام گرفته از کابالیست‌ها جشن می‌گیرند که شامل ضیافتی از میوه‌ها و چهار جام شراب است، طبق مراسمی که در هاگادوت ویژه‌ای که به همین منظور از هاگادای فصح الگوبرداری شده است، ارائه می‌شود.

### پوریم

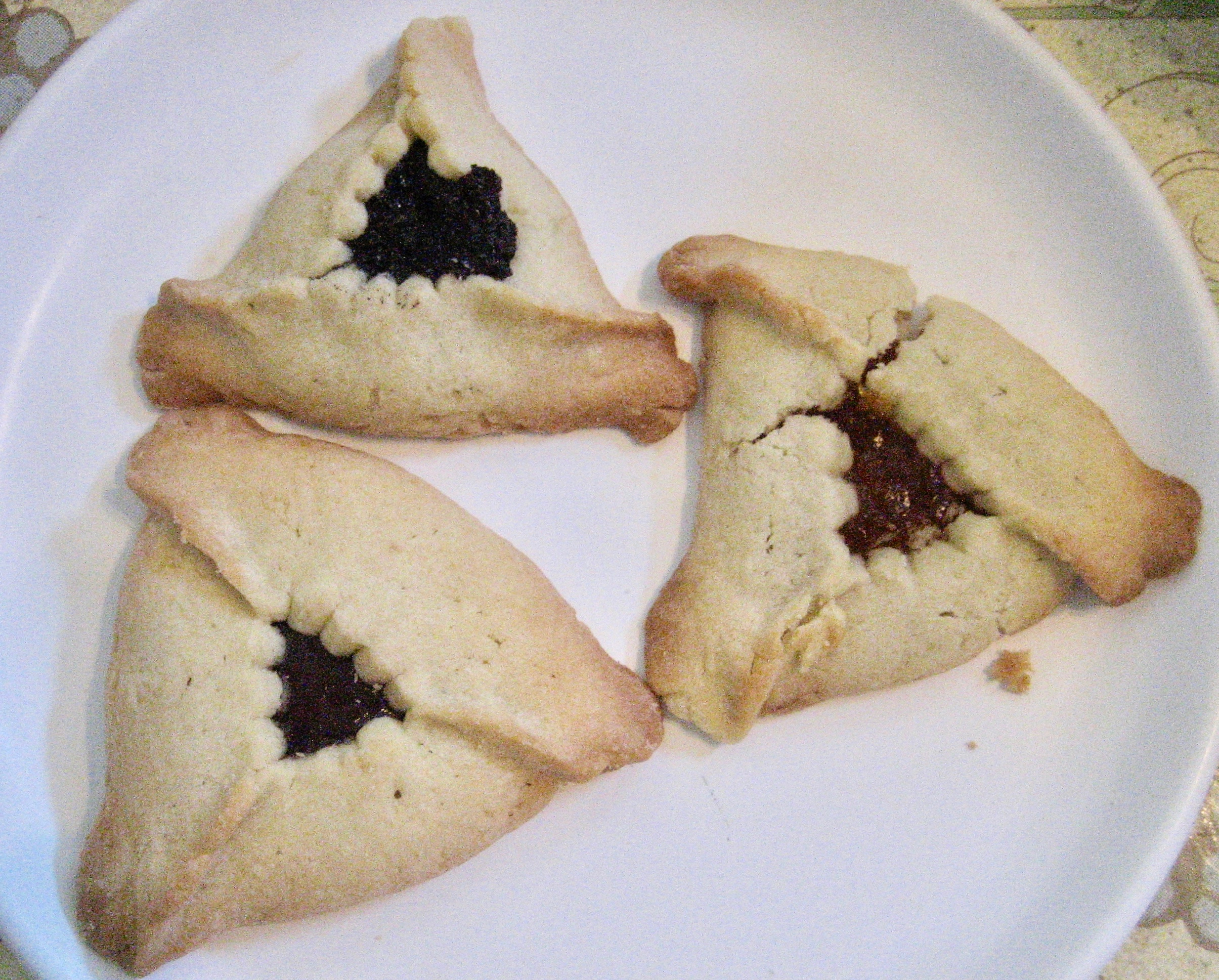
اوزنی هامان - یک شیرینی مثلثی که با آشپزی اشکنازی برای جشن پوریم تهیه می‌شود

جشن پوریم نجات یهودیان از توطئه هامان برای نابود کردن آن‌ها در امپراتوری هخامنشی باستان را جشن می‌گیرد، همان‌طور که در کتاب استر توصیف شده است.
این روزی است برای شادی و خوشحالی، که در آن کودکان و بسیاری از بزرگ‌ترها لباس‌های مخصوص می‌پوشند. مرسوم است که یک وعده غذایی جشن، سودات پوریم، در بعدازظهر برگزار شود، که معمولاً با شراب به عنوان نوشیدنی اصلی همراه است تا با جو خوشحالی همخوانی داشته باشد.
بسیاری از مردم بسته‌های غذایی تهیه می‌کنند که در پوریم به همسایگان، دوستان، خانواده و همکاران خود می‌دهند. این‌ها بسته‌ها میشلاخ مانات ("ارسال بخش‌ها") نامیده می‌شوند و معمولاً شامل شراب و شیرینی، میوه و آجیل و شیرینی‌ها هستند.
غذای اصلی مرتبط با پوریم اوزنی هامان ("گوش‌های هامان") نام دارد. این‌ها شیرینی‌های سه‌گوشی هستند که معمولاً با دانه‌های خشخاش پر می‌شوند، اما پرکننده‌های دیگری نیز دارند. شکل مثلثی ممکن است تحت تأثیر تصاویر قدیمی ازهامان باشد که در آن‌ها کلاهی سه‌گوش به سر داشت.

### عید پسح
تعطیلات یک هفته‌ای پسح در بهار یادآور خروج از مصر است و در اسرائیل معمولاً زمانی برای دیدار با دوستان و بستگان، سفر و در شب اول پسح، شام سنتی معروف به سدر پسح است.
غذاهایی که حاوی خمیتز—خمیر یا مخمر—هستند، نباید در طول پسح خورده شوند. این به این معنی است که نان، شیرینی‌ها و برخی نوشیدنی‌های تخمیری، مانند آبجو، نمی‌توانند مصرف شوند. اشکنازی‌ها همچنین از خوردن حبوبات، که به نام کتنیوت شناخته می‌شوند، پرهیز می‌کنند.
در طول قرن‌ها، آشپزهای یهودی غذاهایی با استفاده از مواد جایگزین ابداع کرده‌اند و این ویژگی غذاهای پسح در اسرائیل امروز است.
سوپ مرغ با کوفته‌های ماته (کنیدلاخ) اغلب به عنوان پیش‌غذا برای شام سدر در میان اسرائیلی‌ها از تمام قومیت‌ها سرو می‌شود. سبزیجات بهاری، مانند مارچوبه و کنگر فرنگی معمولاً همراه با این وعده غذایی سرو می‌شوند.
رستوران‌ها در اسرائیل راه‌حل‌های خلاقانه‌ای برای جایگزینی مواد خمیتز ارائه داده‌اند تا ماکارونی، نان همبرگر، پیتزا و دیگر فست‌فودها را در انواع کوشر برای پسح با استفاده از نشاسته سیب‌زمینی و دیگر مواد غیرمعمول تهیه کنند.
پس از پسح، جشن میمونا برگزار می‌شود، سنتی که توسط جوامع یهودی شمال آفریقا به اسرائیل آورده شده است. در شب، ضیافتی از میوه‌ها، شیرینی‌ها و شکلات‌ها برای همسایگان و مهمانان آماده می‌شود. به‌ویژه، اولین خمیر بعد از پسح، یک کرپ نازک به نام مولفتا که با عسل، شربت یا مربا خورده می‌شود، سرو می‌گردد. این مناسبت روز بعد با پیک‌نیک‌های بیرونی که در آن سالادها و گوشت کبابی به‌طور ویزه ای سرو می‌گردد، جشن گرفته می‌شود.

### شاووعوت
در اوایل تابستان، جشن برداشت محصول یهودیان، شاووعوت، برگزار می‌شود. شاووعوت اوج برداشت غلات جدید و رسیدن اولین میوه‌ها را نشان می‌دهد و زمانی است که شیر از نظر تاریخی بیشترین فراوانی را داشته است.
برای جشن گرفتن این عید، انواع مختلفی از غذاهای لبنی (میلچیگ) خورده می‌شود. این موارد شامل پنیر و ماست، پای و کیش پنیری به نام پاشتیدوت، بلینتز پنیری و چیزکیک تهیه شده با پنیر سفید نرم (گوینا لوانا) یا پنیر خامه‌ای می‌شود.

## ادعاهای تصاحب فرهنگی
برچسب‌گذاری مواد غذایی تولید خارج از اسرائیل به عنوان «اسرائیلی» منجر به طرح اتهام تصاحب فرهنگی توسط برخی منتقدان شده است. یکی از نمونه‌های قابل توجه که توسط فلسطینی‌ها، لبنانی‌ها و دیگر جمعیت‌های عربی مورد انتقاد قرار گرفته است، فلافل است، که اسرائیلی‌ها آن را به عنوان غذای ملی خود می‌دانند، با وجود اینکه احتمالاً منشأ آن مصری است. هرچند که هرگز یک غذای خاص یهودی نبوده، اما مدت‌هاست که توسط یهودیان سوری و مصری مصرف می‌شود و به رژیم غذایی مهاجران یهودی اولیه به جوامع یهودی سوریه عثمانی وارد شده است. از آنجا که گیاهی است، قوانین غذایی یهودی آن را به عنوان پاره‌وه طبقه‌بندی می‌کنند و بنابراین اجازه می‌دهد که با هر دو وعده غذایی گوشتی و لبنی خورده شود. جوزف مسعد، استاد دانشگاه فلسطینی-اردنی، جشن گرفتن فلافل و دیگر غذاهای با منشأ عربی در رستوران‌های آمریکایی و اروپایی به عنوان اسرائیلی را بخشی از یک روند کلی‌تر از «فتح استعماری» توصیف کرده است. انجمن صنعتگران لبنانی ادعاهایی از نقض حق کپی‌برداری علیه اسرائیل در مورد فلافل مطرح کرده است.